# John Adams

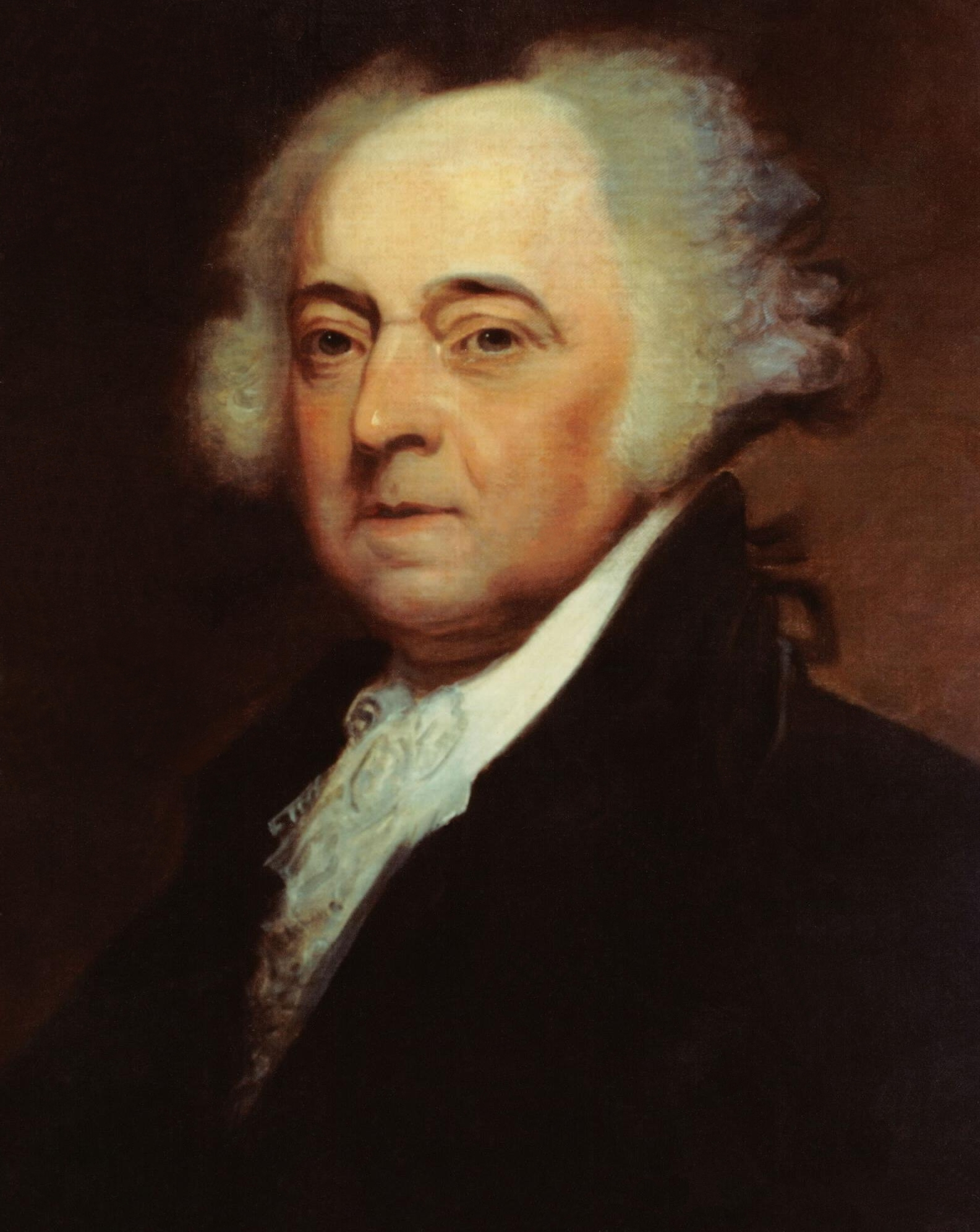
John Adams

John Adams (* 19. Oktoberjul. / 30. Oktober 1735greg. in Braintree, Suffolk County, Province of Massachusetts Bay; † 4. Juli 1826 in Quincy, Suffolk County, Massachusetts) war einer der Gründerväter der Vereinigten Staaten und von 1789 bis 1797 der erste Vizepräsident sowie nach George Washington von 1797 bis 1801 der zweite Präsident der Vereinigten Staaten.
Adams entstammte einem puritanischen Elternhaus und erlernte nach einem Studium am Harvard College den Anwaltsberuf. In Boston kam er während der frühen Amerikanischen Revolution in Kontakt mit seinem Cousin Samuel Adams und den Sons of Liberty. Anfangs noch loyal zur britischen Verfassung stehend, näherte er sich den nach einer Loslösung vom Mutterland strebenden Kolonisten zunehmend an. Als Mitglied des Kontinentalkongresses von 1774 bis 1778 trieb er die Unabhängigkeit der Dreizehn Kolonien vom Königreich Großbritannien voran. Zusammen mit Thomas Jefferson, Benjamin Franklin und anderen war er an der Konzeption der Unabhängigkeitserklärung der Vereinigten Staaten beteiligt.
Zwischen zwei diplomatischen Missionen im Königreich Frankreich arbeitete Adams in der Heimat die Verfassung von Massachusetts aus. Danach führte er in Europa Verhandlungen mit dem Königreich Großbritannien, die im Jahr 1783 in den Frieden von Paris mündeten. Anschließend war Adams als Repräsentant für die junge Republik in unterschiedlichen Staaten tätig; ab 1782 war er der erste Botschafter der Vereinigten Staaten in den Niederlanden und ab 1785 im Vereinigten Königreich.
Bei der ersten amerikanischen Präsidentschaftswahl im Jahr 1789 wurde Adams als Zweitplatzierter im Electoral College Vizepräsident unter George Washington. Bei den Wahlen 1792 konnte er dieses Amt gegen George Clinton verteidigen. Im entstehenden First Party System gehörte Adams zu den wichtigsten Vertretern der Föderalistischen Partei. Als deren Kandidat besiegte er bei den Präsidentschaftswahlen im Jahr 1796 knapp Thomas Jefferson von der Demokratisch-Republikanischen Partei. Die Amtszeit von Adams wurde vom Quasi-Krieg mit dem revolutionären Frankreich und den Intrigen von Jefferson und Alexander Hamilton gegen ihn überschattet. Die bedeutsamste Gesetzgebung seiner Präsidentschaft waren die Alien and Sedition Acts. In einem stark polarisierenden Wahlkampf unterlag Adams 1800 Jefferson. Er zog sich danach ins Privatleben zurück und erlebte noch kurz vor seinem Lebensende, wie sein ältester Sohn John Quincy Adams im Jahr 1824 zum Präsidenten gewählt wurde.

## Leben

### Elternhaus und Bildung

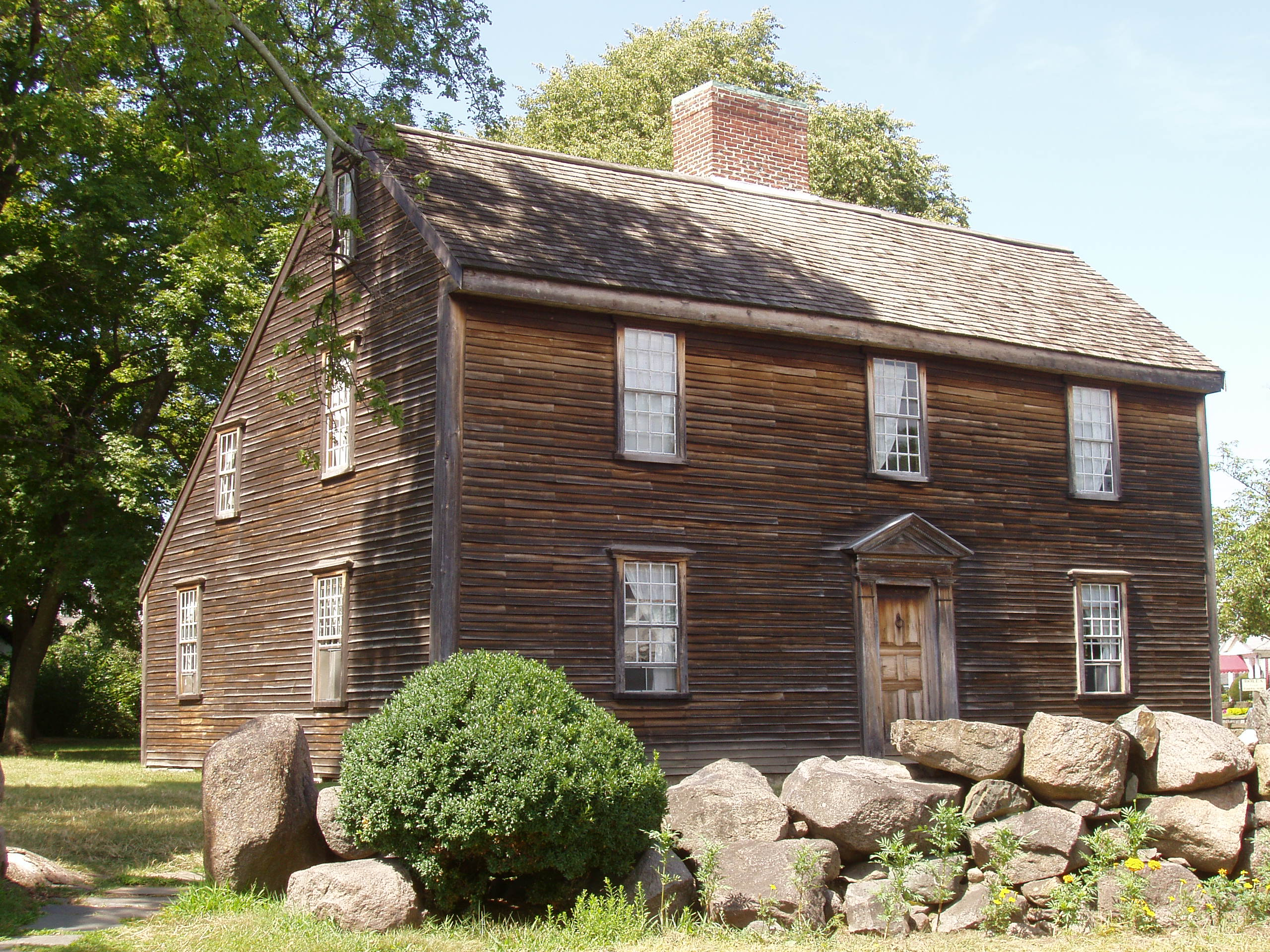
John Adams’ Geburtshaus

Adams wurde am 19. Oktober 1735 als ältester von drei Söhnen in Braintree geboren, dem heutigen Quincy. Er stammte von Henry Adams ab, der um 1636 in die Massachusetts Bay Colony ausgewandert war. John Adams gehörte zur vierten Generation der Familie Adams, die in den Dreizehn Kolonien zur Welt kam. Adams’ Vater John (1691–1761) war ein Schuster und Farmer ohne formale Bildung, der knapp 20 Hektar Land bewirtschaftete und 14 Amtszeiten lang als Dekan in der kongregationalistischen Ortskirche diente. Im Jahr 1734 heiratete er Susanna Boylston (1708–1797), die einer Medizinerfamilie aus Brookline entstammte. Adams wuchs in einfachen und häuslich beengten Verhältnissen auf. Sein Vater legte auf Bildung Wert und schickte ihn nach der Grundschule auf eine Lateinschule, die Mutter brachte den Söhnen jeweils im fünften Lebensjahr das Lesen bei. Die Erziehung insgesamt war vom Puritanismus geprägt, wobei Adams sein Leben lang den Vater als Vorbild betrachtete. Die Eltern förderten Adams als Erstgeborenen besonders und hielten ihn von der Mitarbeit auf der Farm frei.
Im Jahr 1751 besuchte er das Harvard College, wo er Griechisch, Latein, Logik, Rhetorik und Physik studierte. Als Senior belegte er die Fächer Moralphilosophie und Metaphysik. Nach dem Abschluss des Studiums kehrte er im Jahr 1755 nach Braintree zurück, trat dort aber kein Pfarramt an, wie es sein Vater gewünscht hatte und es der damals übliche Berufsweg für Harvard-Absolventen war. Möglicherweise wurde Adams durch die Angriffe abgeschreckt, denen sich der liberale Theologe Jonathan Mayhew zu dieser Zeit ausgesetzt sah. Nach einer kurzfristigen Tätigkeit als Lateinlehrer an einer Grammar School in Worcester entschied er sich im Sommer 1756, beim führenden Anwalt von Worcester, James Putnam, in die Lehre zu gehen. Während dieser Zeit begann Adams Tagebuch zu führen, was er bis zu seinem Lebensende fortsetzte.

### Anwaltspraxis
In den nächsten zwei Jahren arbeitete Adams weiter als Lateinlehrer und bildete sich nebenberuflich im Rechtswesen fort. Nachdem er die Anwaltszulassung im August 1758 erhalten hatte, kehrte Adams nach Braintree zurück, das im Justizdistrikt von Boston lag, um dort zu praktizieren und sich einen Namen zu machen. Als Förderer konnte er unter anderem James Otis Jr. und Jeremiah Gridley gewinnen, während sich Robert Treat Paine zu seinem stärksten Konkurrenten als Anwalt entwickelte.

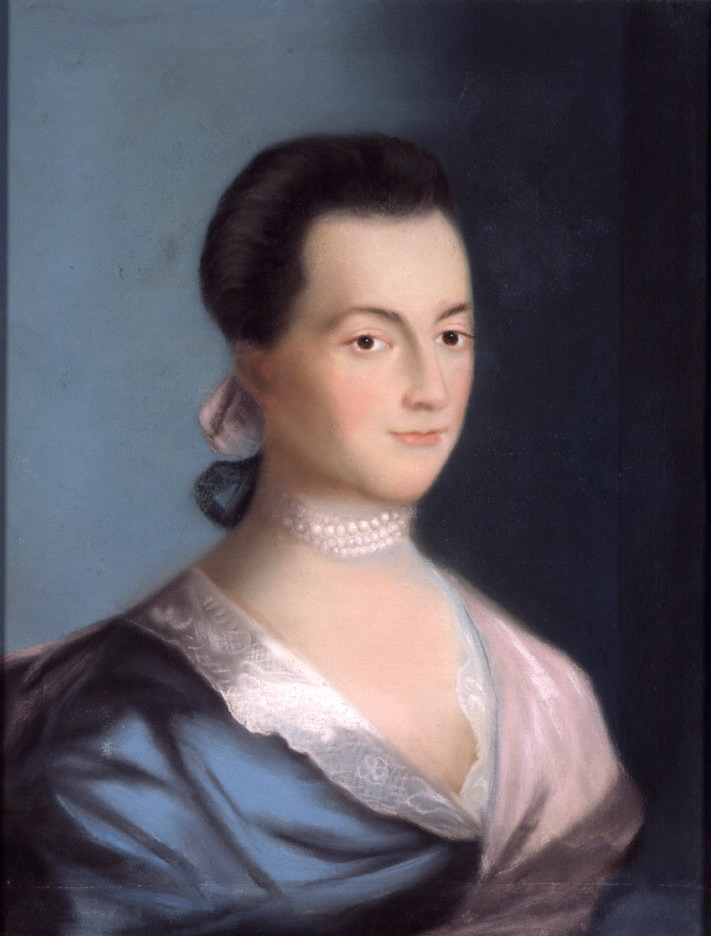
Abigail Adams, Porträt von Benjamin Blyth, 1766

Ab dem Jahr 1759 war Adams regelmäßig in Massachusetts unterwegs und nahm ein breites Spektrum von Rechtsfällen an. In Braintree führte Adams für die Abstinenzbewegung eine erfolgreiche Kampagne gegen Tavernen und erreichte die Beschränkung auf drei Schanklizenzen im Ort. Mit großem Interesse verfolgte er im Winter des Jahres 1761 einen Fall von Otis, der Bostoner Händler vertrat, die sich gegen die Durchsuchung ihrer Lager und Schiffe durch Zollbeamte des Königreichs Großbritannien wehrten. Adams erkannte, dass der Ausgang dieses Prozesses weitreichende Konsequenzen für die Machtstellung der Krone in den Dreizehn Kolonien haben würde. Später sah er in der mitreißenden Rede von Otis gegen britische Willkür während dieses Verfahrens die Geburtsstunde der amerikanischen Unabhängigkeit.
Nach ersten Erfolgen vor Gericht erhielt Adams die Zulassung für den Superior Court of Judicature. Der Biograph John E. Ferling nennt als Gründe für Adams’ Aufstieg neben puritanisch geprägter Leistungsorientierung eine sehr gute Beobachtungsgabe, mittels der er das Verhalten von Zeitgenossen studierte und zum Teil imitierte. So orientierte er seinen Schreibstil an Otis und dem kongregationalen Prediger Peter Thacher.
Im Frühjahr und Sommer des Jahres 1763 erschienen sieben Essays von Adams unter dem Pseudonym Humphrey Ploughjogger in der Boston Gazette, die lokalpolitische Streitigkeiten um die Ernennung eines Repräsentanten für die Province of Massachusetts Bay in London spöttisch kommentierten. Weitere von ihm anonym veröffentlichte Artikel in diesem Jahr gingen der Frage nach, wie ein Staat die schädlichen Triebe der Menschen regulieren könne, vor allem wenn sich diese in Machtpositionen befänden. Adams sprach sich für eine Balance aus Monarchie, Aristokratie und Parlamentarismus aus, womit er sich politisch an den Whigs orientierte. Im Januar 1765 schloss sich Adams einer Studiengruppe von Anwälten um Gridley an, die regelmäßig über Klassiker der Rechtsliteratur diskutierte. Aus seinen dortigen Redebeiträgen entstanden weitere Zeitungsartikel.
Wegen einer Variolation etwas später als geplant heiratete Adams am 25. Oktober 1764 Abigail Smith. Nach seiner Hochzeit zog das Ehepaar in die direkt neben seinem Geburtshaus gelegene Saltbox, die Adams von seinem 1761 verstorbenen Vater geerbt hatte. Der Brautvater war ein Pastor und die Familie Smith insgesamt relativ wohlhabend, da sie Einkünfte aus zwei Bauernhöfen bezog und vier Sklaven besaß. So war die Mutter Abigails gegen die Heirat, da Adams in ihren Augen kein standesgerechter Gatte für ihre Tochter war. Adams und Abigail Smith, schon damals eine willensstarke und belesene Persönlichkeit, waren 1759 einander vorgestellt worden und seit dem Jahr 1761 miteinander befreundet. Aus der Ehe, die erst der Tod schied, gingen fünf Kinder hervor, darunter der spätere Präsident John Quincy Adams. Für die damalige Zeit im ländlichen Milieu Neuenglands ungewöhnlich führten sie eine gleichberechtigte Ehe, wie sie eher unter den wohlhabenden Pflanzern der Südstaaten anzutreffen war.

### Beginn der Amerikanischen Revolution

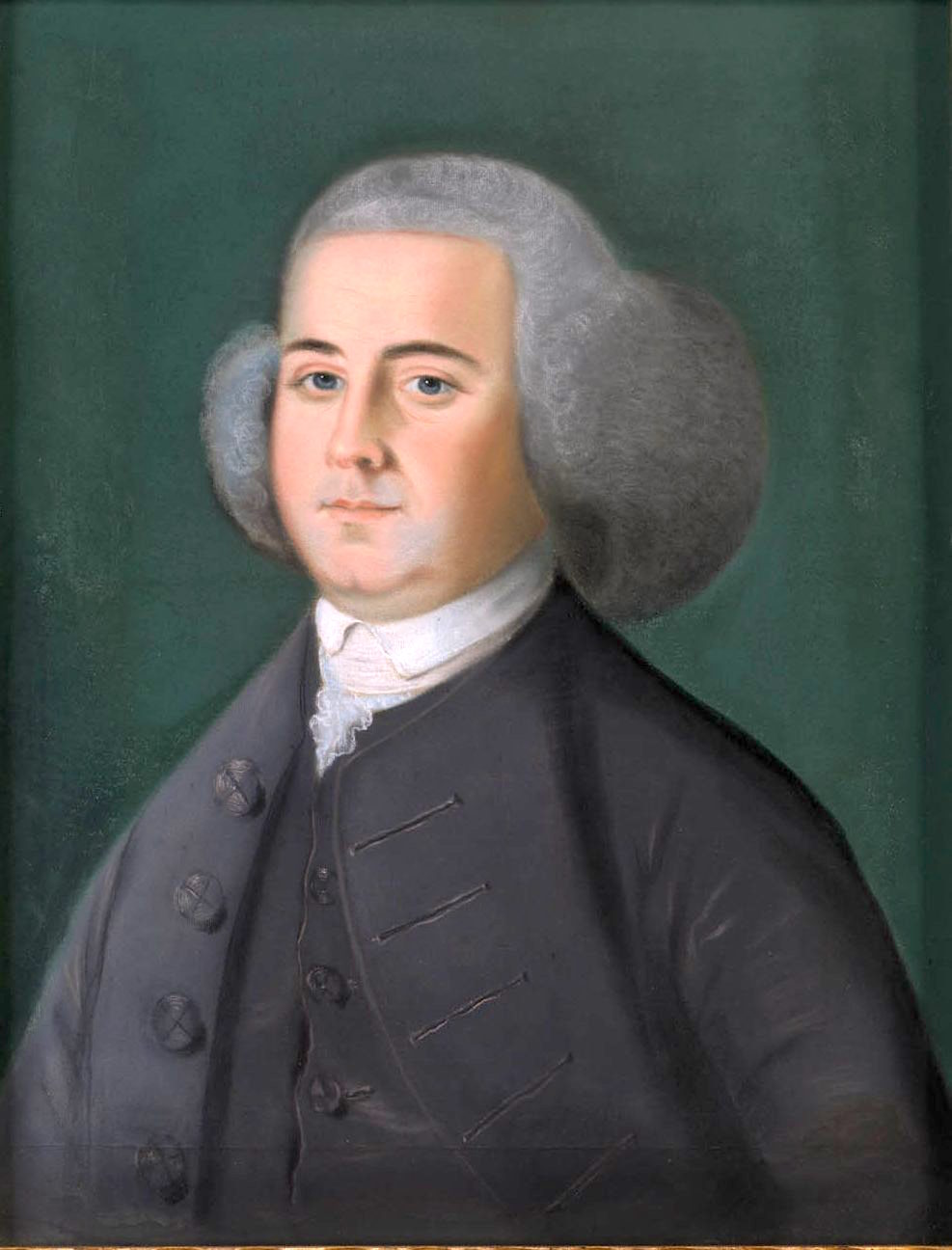
John Adams, Porträt von Benjamin Blyth, 1766

Als das britische Parlament im April 1764 den Sugar Act beschloss, erhoben sich in den Dreizehn Kolonien einige Stimmen dagegen. Als eine der besten Abhandlungen gegen dieses Zollgesetz gilt die von James Otis, dessen Aktionen Adams später als besonders prägend für sein Denken zu dieser Zeit bezeichnete. Der 1765 folgende Stamp Act war der erste Versuch der Krone, die Dreizehn Kolonien direkt zu besteuern. Er führte nach seinem Bekanntwerden zu Gewaltausbrüchen in Boston und der Brandschatzung des Hauses von Gouverneur Thomas Hutchinson im August des gleichen Jahres. Adams reagierte auf diese Straßenproteste unter der Führung der Sons of Liberty irritiert und besorgt. Als bekanntester Gegner des Stempelsteuergesetzes außerhalb der Assembly, in der die konservativen Tories ihre Mehrheit an die Country party der Händler und Bauern verloren hatten, profilierte sich Samuel Adams. Dieser Cousin Adams’ vereinte verschiedenste Gruppen in einer Protestbewegung, aus der die Patrioten hervorgingen, und inspirierte Adams dazu, sich aktiv in den Widerstand einzubringen.
Adams’ Rolle im Kampf gegen den Stamp Act in den Jahren 1765 und 1766 blieb gering und unauffällig, wohl auch, um den geschäftlichen Erfolg seiner Anwaltstätigkeit, der sich eingestellt hatte, nicht zu riskieren. Für die Grundbesitzer seines Wohnorts Braintree fertigte Adams eine im Oktober 1765 in der Boston Gazette veröffentlichte Instruktion ihres Delegierten in der Assembly an, die das Stempelsteuergesetz als verfassungswidrig und sicherheitsgefährdend verurteilte. In diesem Text erhob er erstmals die zentrale Forderung „No taxation without representation“. In kurzer Zeit wurde dieser Forderungskatalog von 40 weiteren Städten übernommen. Adams nahm an regelmäßigen Treffen der Sodalitas teil, bei der führende Bürger der Stadt über Gesetzes- und Ordnungsfragen und ihre Bedeutung für eine freiheitliche Gesellschaft debattierten. Daraus entstand eine Serie von vier Artikeln in der Boston Gazette, die Adams zwischen Ende August und dem 21. Oktober 1765 erneut unter dem Pseudonym Humphrey Ploughjogger und ohne Titel veröffentlichte.
Später wurden sie als Eine Dissertation über das kanonische und feudale Recht in London herausgegeben. Dieser Essay gilt als eine der hervorragendsten Schriften Adams. In der Artikelserie entwickelte Adams einige Ideen, auf die er sich während der Amerikanischen Revolution immer wieder bezog. Die Kernthese ist, dass die Vorfahren der amerikanischen Siedler freiheitsliebende Verfolgte gewesen seien, die in der Neuen Welt eine Gesellschaftsordnung entwarfen, die sich von Feudalismus und Kirchenrecht befreie. Für die Absicht Londons, die Bewohner der Dreizehn Kolonien zu verknechten, führt er als Beispiel Pläne der Krone an, einen Bischof der Church of England in Amerika einzusetzen. Nur wenige Sätze widmen sich dem Stamp Act, den er als weniger gefährlich beurteilt. In der Dissertation nennt er das Widerstandsrecht der Kolonien als ein Mittel, aus der zeitgenössischen Dekadenz zur Tugendhaftigkeit des alten Neuengland zurückzukehren.
Mit dem Inkrafttreten des Stamp Acts am 1. November 1765 waren die Gerichte für längere Zeit geschlossen und Adams vorerst erwerbslos. Als im Mai 1766 die Aufhebung des Stempelsteuergesetzes bekannt wurde, konnte er seine Anwaltstätigkeit fortsetzen. Adams schloss aus diesem Ereignis, dass sich der intensive Protest in den Dreizehn Kolonien gegen den Stamp Act ausbezahlt habe und sich die Zukunftsperspektiven der Kolonisten verbessert hätten. So verloren im Massachusetts General Court des Jahres 1766 in großer Zahl diejenigen ihre Sitze, die den Stamp Act unterstützt hatten, während Gegner wie zum Beispiel Thomas Cushing und Samuel Adams in die Assembly einzogen. Adams erlebte eine große Enttäuschung, als er zwar erfolgreich für den Stadtrat kandidierte, aber bei der Wahl zum Assembly-Delegierten für Braintree dem probritischen Ebenezer Thayer unterlag. Im Januar und Februar 1767 veröffentlichte Adams eine Serie von fünf Essays in der Boston Gazette, in denen er die Widerstandsbewegung der Kolonisten gegen den Stamp Act verteidigte, die zuvor von seinem Freund Jonathan Sewall kritisiert worden war.
Als nach dem Bekanntwerden der Townshend Acts das Schiff des Kaufmannes John Hancock wegen Verdachts auf Schmuggel im Jahr 1768 beschlagnahmt wurde, fungierte Adams als dessen Verteidiger im folgenden Prozess, der im Dezember 1768 fallen gelassen wurde. Durch die anschließende harte Politik des Kolonialministers für Amerika, Wills Hill, 1. Marquess of Downshire, der unter anderem General Thomas Gage anwies, drei Regimenter der British Army nach Boston zu beordern, spitzte sich die Lage weiter zu. Abgesehen von kleineren Unterstützungsleistungen im Geheimen für die Sons of Liberty hielt sich Adams in dieser Zeit im Hintergrund. Ein Angebot von Sewall, ihm als Generalanwalt der Province of Massachusetts Bay nachzufolgen, lehnte er daher sofort ab.

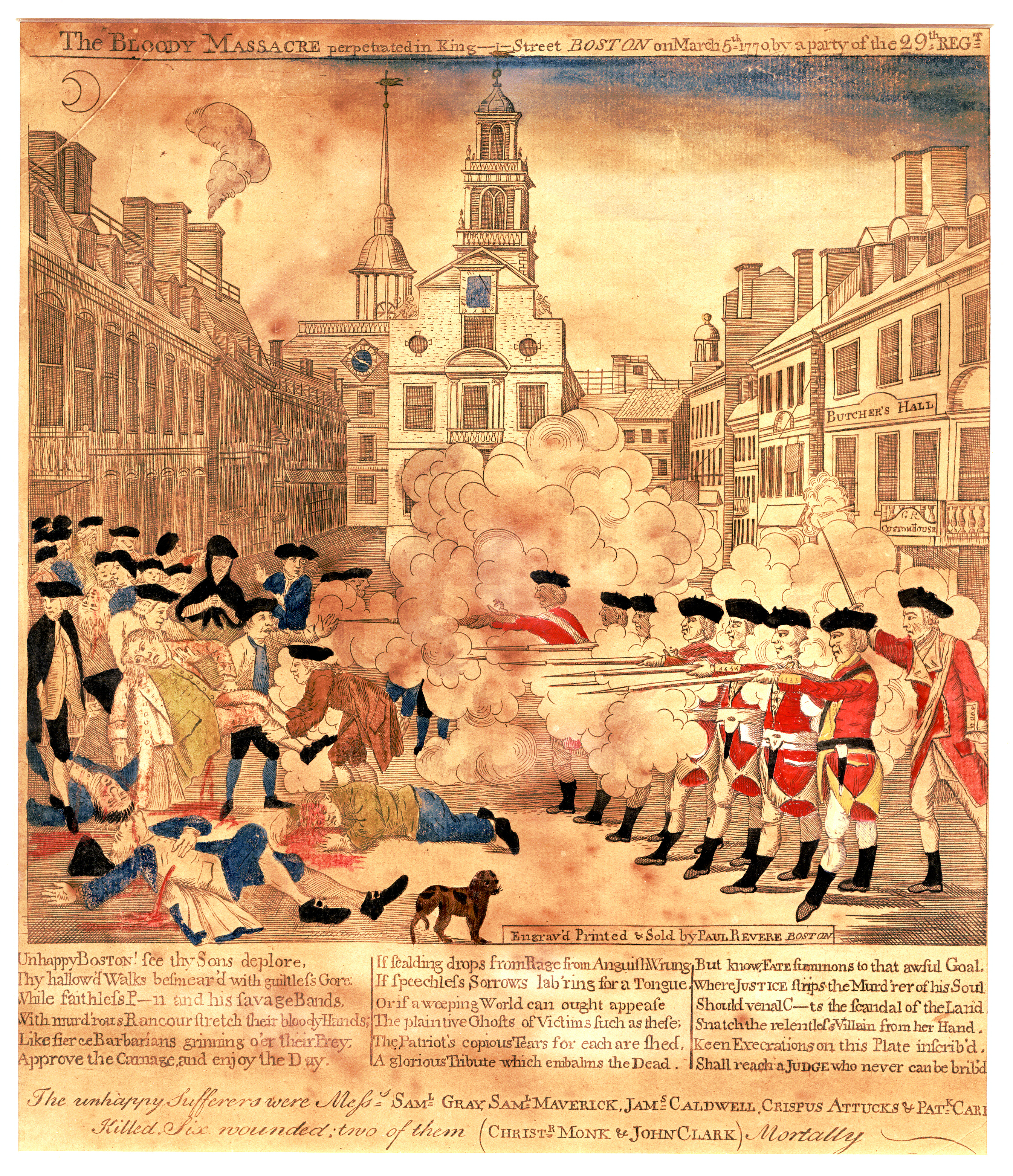
Kolorierter Kupferstich The Bloody Massacre Perpetrated in King Street Boston on March 5th, 1770, der drei Wochen nach dem Ereignis von Paul Revere geschaffen wurde.

Die Anwesenheit der britischen Rotröcke in Boston mündete am 5. März 1770 im Massaker von Boston. Im Prozess gegen die Soldaten fungierte Adams gemeinsam mit Josiah Quincy II als deren Verteidiger. Seine Motive, diesen riskanten Auftrag anzunehmen, mit dem er seinen Ruf und seine persönliche Sicherheit aufs Spiel setzte, sind bis heute nicht vollkommen geklärt. Bei der Auswahl der Geschworenen nutzte er gekonnt seine Rechte als Verteidiger aus und sicherte laut dem Rechtshistoriker Hiller Zober somit seinen späteren Erfolg bereits in dieser Phase. Nach fünf Verhandlungstagen wurde der kommandierende Offizier Thomas Preston freigesprochen, nachdem die Zeugen der Anklage sich im Kreuzverhör in Widersprüche verwickelt hatten, ein Feuerbefehl nicht hatte nachgewiesen werden können und die Zeugen der Verteidigung belegt hatten, wie unübersichtlich und bedrohlich die Situation für die Rotröcke gewesen sei. Im anschließenden Prozess gegen die Soldaten im November 1770 gelang es Adams erneut, die damalige Bedrohungslage für die Soldaten sowie erste Übergriffe auf diese aus der Menge herauszustellen, wobei er beim dunkelhäutigen Opfer Crispus Attucks eine frühe Form des Racial Profiling anwandte. Am Ende wurden sechs der Angeklagten freigesprochen und lediglich zwei zur Brandmarkung eines Fingers verurteilt. Zwar verlor Adams nach dem Prozess viele seiner Klienten, langfristig jedoch gewann er dadurch an Ansehen.
Noch im Jahr 1770 war Adams mit überwältigender Mehrheit in die Assembly gewählt worden, wo er sich der Fraktion der Whigs anschloss. Er war nun mit über 450 Fällen pro Jahr und Mandanten wie zum Beispiel den Gouverneuren John Wentworth oder Francis Bernard, 1. Baronet einer der gefragtesten Anwälte der Province of Massachusetts Bay. Zu seinen Mandanten gehörten um ihre Freilassung bemühte Sklaven, die seinen Rat einholten. Während der vier Sitzungen der Assembly von 1770 bis 1771 beteiligte Adams sich an der schmähkritischen Kampagne gegen Gouverneur Hutchinson, gegen den er eine tiefe Abneigung empfand. Adams war von der britischen Verfassung und einer Lösbarkeit des Konflikts innerhalb dieses Ordnungsrahmens überzeugt, weshalb er die Forderung nach einer amerikanischen Unabhängigkeit noch nicht teilte. Ein Kollaps anfangs des Jahres 1771 bewog Adams dazu, nicht wieder für die Assembly zu kandidieren.
Adams zog sich für die nächsten knapp zwei Jahre aus der Politik zurück. Im Januar und Februar 1773 veröffentlichte er eine Serie von sieben Artikeln zu der Entscheidung Londons, Gouverneure selbst zu entlohnen, und gab zu bedenken, dass die fragliche Maßnahme die Unabhängigkeit der Gerichte gefährde. Zur gleichen Zeit entwarf er auf eine Anfrage der Assembly zusammen mit Samuel Adams und Joseph Hawley eine Replik auf die Forderung Gouverneur Hutchinsons, alle Dreizehn Kolonien hätten dem absoluten Machtanspruch Westminsters Folge zu leisten. Als Alternative dazu führten sie die Unabhängigkeit vom Mutterland an.
Laut dem Biographen Ferling kam Adams, der bis dahin die Kolonien als eine Miniaturausgabe Englands gesehen hatte, ausweislich seiner Tagebucheinträge im Jahr 1773 endgültig zu der Überzeugung, dass das Mutterland eine zutiefst korrupte, despotische und sittenlose Nation sei. Diesem stellte er ein idealisiertes Selbstbild im Sinne des Amerikanischen Exzeptionalismus gegenüber. Damit verknüpft hatte Adams ein zyklisches Geschichtsverständnis, demzufolge junge Nationen rein und tugendhaft seien und im Alter moralisch verfielen. Das Bild vom dekadenten und korrupten Mutterland war von zentraler Bedeutung für das Eintreten Adams für die Unabhängigkeit. Andere Historiker nennen für Adams’ Transformation zum amerikanischen Revolutionär frühere, aber auch spätere Ereignisse, wobei die Mehrheit das Jahr 1765 als entscheidend ansieht. Sein Enkel Charles Francis Adams, Sr. charakterisierte diese Wandlung als sehr widerwillig, während Howard Zinn, noch drastischer, Adams als einen mit der Revolution sympathisierenden Aristokraten beschreibt, der verhindern wollte, dass diese zu sehr in Richtung Demokratie ging.
Adams wurde in den Jahren 1773 und 1774 in den Governor’s Council gewählt, jedoch die Ernennung in beiden Fällen durch den Gouverneur verweigert. Als Adams am 17. Dezember 1773 von der Boston Tea Party erfuhr, erkannte er sofort die epochale Bedeutung und befürwortete die Aktion als alternativlos. Nach den Intolerable Acts Londons, die sich anfangs ausschließlich gegen Massachusetts richteten, verständigten sich die Kolonien auf eine gemeinsame Versammlung. Am 17. Juni 1774 bestimmte die Assembly eine vierköpfige Delegation für diesen Ersten Kontinentalkongress, in die neben Adams, James Bowdoin, Robert Treat Paine und Samuel Adams gewählt wurden.

### Kontinentalkongress

Carpenters Hall, Tagungsort des Ersten Kontinentalkongresses

Mit seiner Reise nach Philadelphia im August 1774 verließ Adams erstmals Neuengland. In der Delegation hatte Thomas Cushing den kurzfristig ausgefallenen Bowdoin ersetzt. In den Tagen vor der ersten Kongressversammlung begegnete Adams erstmals George Washington und stellte fest, dass unter den Delegierten zwar Konsens über die den Amerikanern zustehenden Rechte herrschte, aber knapp die Hälfte von ihnen sehr ängstlich war, der Krone die Stirn zu bieten. Diese konservative, vorwiegend aus den Mittelatlantikstaaten stammende Fraktion gruppierte sich um Joseph Galloway, John Jay, James Duane und William Livingston. Die zuverlässigsten und couragiertesten Verbündeten außerhalb Neuenglands fand Adams in den Delegationen der Province of South Carolina und Kolonie Virginia. Um Konsens zwischen den zwölf teilnehmenden Kolonien erreichen zu können, hielt sich das wegen seiner Radikalität verrufene Massachusetts zu Anfang des Kontinentalkongresses zurück. Die in der Carpenters Hall tagende Versammlung richtete ein 24-köpfiges Grand Committee ein, dem Adams angehörte. Diese Kommission hatte den Auftrag, eine Stellungnahme zu den Rechten Amerikas zu verfassen.
Adams tat sich nicht als Fraktionsführer hervor, konnte aber in einigen kontroversen Diskussionen Kompromisslösungen vermitteln. Am 14. Oktober 1774 verabschiedete die Versammlung als Ergebnis des Grand Committees die zehn Artikel lange Declaration of Rights and Grievances. Adams’ Beitrag zu dieser Erklärung ist in der Präambel und dem vierten Artikel erkennbar, der das Recht der Kolonien auf eigene Steuergesetzgebung betont, solange sie nicht im britischen Parlament repräsentiert sind.
Im Dezember 1774 wurde er durch den Massachusetts Provincial Congress, der die durch die Krone aufgelöste Assembly ersetzt hatte, in die Delegation für den Zweiten Kontinentalkongress gewählt. Nach zehn Jahren war Adams wieder im Stadtrat von Braintree, wo er für die Aufstellung von drei Minutemen-Kompanien sorgte. Als Antwort auf die Essays des Torys Massachusettensis, hinter dem sich der die Beschlüsse des Ersten Kontinentalkongresses scharf verurteilende Anwalt Daniel Leonard verbarg, antwortete Adams als Novanglus in zwölf Briefen, die zwischen Januar und April 1775 veröffentlicht wurden. Mit diesen Essays präsentierte er sich landesweit als die kommende Führungsfigur des Kontinentalkongresses.
Adams, der sich ab dem Jahr 1773 intensiv mit Staatstheorien und insbesondere der Republiktheorie von James Harrington beschäftigt hatte, entwickelte als Novanglus eine radikale neue Grundlage für die Autonomie der Kolonien. Diese sollten als Republiken mit Zweikammersystem und Mehrpersonenexekutive freiwillig eine Bindung an die britische Krone eingehen. Die Novanglus-Briefe fanden zur Zeit ihrer Veröffentlichung nur geringe Beachtung, bestimmten aber vier Jahre später wesentlich die Konzeption der Verfassung von Massachusetts. Der Biograph John P. Diggins streicht im Gegensatz zu Richard Alan Ryerson den polemischen Charakter der Briefe und die Tatsache heraus, dass von allen referenzierten Philosophen nur John Locke ein Recht auf Revolution kennt.
Vor der Veröffentlichung des letzten Briefes kam es am 19. April 1775 zum Ausbruch des Amerikanischen Unabhängigkeitskriegs. Adams beobachtete eine tiefe Spaltung innerhalb der Bevölkerung, die er auf jeweils ein Drittel Patrioten, Loyalisten und Neutrale schätzte. Ihm war klar, dass die Beziehung zu England irreversibel zerbrochen war und ein langer Krieg bevorstand. Auf dem Zweiten Kontinentalkongress ab Mai 1775 beendete die Delegation aus Massachusetts wegen des Kriegsausbruches die selbst auferlegte Zurückhaltung. Noch im ersten Monat kristallisierten sich zwei Fraktionen heraus, von denen die eine unter der Führung von John Dickinson einen Ausgleich mit London anstrebte, während die andere unter der Führung von Adams für ein Fortführen des Krieges und Unabhängigkeit eintrat. Er entfaltete in den nächsten zwei Jahren extremen Arbeitseifer und saß in 90 Ausschüssen, wobei er in 25 den Vorsitz führte. Aufgrund des Einflusses und des allgemeinen Respekts, den er sich erworben hatte, wurde er vom Kontinentalkongress in die wichtigsten Kommissionen gewählt. Ab Juni 1776 leitete Adams das wichtige fünfköpfige Board of War, das die Kriegsführung der Kontinentalarmee bis ins Detail organisierte und aus Roger Sherman, Benjamin Harrison V, James Wilson sowie Edward Rutledge bestand. So war dieser Ausschuss unter anderem für Rekrutierung, Nachschub, Bewaffnung, Fortifikation und Besetzung von Offiziersdienstposten zuständig. Mit großer Sorge verfolgte er den Ausbruch einer Pockenepidemie im Juli 1776 in Boston und hoffte, die Kontinentalarmee mit strengeren Hygienevorschriften davor schützen zu können. Im Urteil mancher Historiker wurde Adams mit dem Vorsitz im Board of War de facto zum Secretary of War.
Zwar behauptete Adams später, Hauptverantwortlicher für die Ernennung von Washington zum Commanding General of the United States Army am 15. Juni 1775 gewesen zu sein, der Historiker Joseph J. Ellis sieht darin aber eine Übertreibung des eigenen Einflusses. Im Herbst 1775 überzeugte Adams den Kontinentalkongress anlässlich einer Anfrage der New Hampshire Colony davon, die kolonialen Rechtsordnungen zu verlassen und jeweils eigene Verfassungen mit entsprechenden Organen zu bilden. Er setzte sich energisch für das Aufstellen der United States Navy ein, die der Kongress am 13. Oktober 1775 verabschiedete, und war am Entwurf ihrer Bordvorschriften maßgeblich beteiligt. Die Mitarbeit im Marineausschuss, bei der er Stephen Hopkins kennen und schätzen lernte, bezeichnete Adams später als die angenehmste dieser Jahre.

Das Gemälde Amerikanische Unabhängigkeitserklärung von John Trumbull (1819). Adams (erster von links) in der fünfköpfigen, vor dem Tisch stehenden Vorbereitungskommission beim Vorlegen der Unabhängigkeitserklärung

Noch Anfang Februar 1776 hatten die Delegationen aus sechs Kolonien die Order, keiner Unabhängigkeit zuzustimmen. Die Stimmung im Kontinentalkongress kippte erst in Richtung Unabhängigkeit, als am 27. Februar die Proclamation of Rebellion von Georg III. bekannt wurde, welche die Kolonisten als Verräter brandmarkte, und, noch folgenreicher, im Januar die Streitschrift Common Sense von Thomas Paine erschienen war. Adams begrüßte zwar das Pamphlet, befürchtete aber, dass dessen radikaler Egalitarismus für einen postkolonialen Staatsaufbau schädlich sei. Daher veröffentlichte Adams die Schrift Thoughts on government, die er zuerst für William Hooper festgehalten hatte, als dieser ihn um Anregungen für die Neukonzeption der Verfassung der Province of North Carolina angefragt hatte. In dieser Schrift kritisiert er Paines Konzept von Volkssouveränität, das ein Einkammersystem sowie deutlich eingeschränkte Exekutivgewalt vorsieht, und betont, dass gesellschaftliches Glück nicht aus einem unregulierten Volkswillen entstehe, sondern durch Herrschaft von Gesetzen und Institutionen. Diese seien ein Schutzmechanismus gegen die destruktiven Triebe der menschlichen Natur, von der Adams ein eher pessimistisches Bild hatte. Er spricht sich für eine Balance zwischen Exekutive und Legislative aus, die durch ein Vetorecht des Staatsoberhaupts, jährliche Wahlen und eine auf Lebenszeit ernannte Richterschaft gewährleistet werden solle. Von allen Werken Adams wurden die Thoughts on government das einflussreichste.
Am 10. Mai 1776 brachte Adams mit Richard Henry Lee einen Gesetzesentwurf ein, der die Dreizehn Kolonien dazu aufforderte, neue Regierungen zu bilden, und wider Erwarten einstimmig angenommen wurde. Dies richtete sich gegen die Assembly der Province of Pennsylvania, in der immer noch eine Mehrheit gegen die Unabhängigkeit und für eine Verständigung mit Großbritannien war. Am 15. Mai verabschiedete der Kontinentalkongress nach einer dreitägigen intensiv geführten Debatte die von Adams konzipierte Präambel zum Gesetzesentwurf vom 10. Mai, welche die Kolonien zur vollständigen Selbstverwaltung ermächtigte und sie dazu verpflichtete, jegliche Staatsgewalt der Krone zu beseitigen. Für Adams war diese Resolution gleichbedeutend mit der Unabhängigkeit der Dreizehn Kolonien. In Pennsylvania bewirkte dieses Ereignis einen unmittelbaren patriotischen Stimmungsumschwung. Nachdem am 20. Mai die Assembly von Pennsylvania in Anwesenheit von Adams durch eine Volksversammlung von 4000 Bürgern ihrer Delegation grünes Licht gegeben hatte, für die Unabhängigkeit zu stimmen, knickten die letzten der noch widerstrebenden Kolonien ein. Am 7. Juni 1776 sekundierte er Lee beim Einbringen der sogenannten Lee Resolution, die erklärte, dass die Kolonien freie und unabhängige Staaten seien, dies laut Naturrecht sein sollten, und gemeinsam eine Konföderation bilden sollten. Als der Kontinentalkongress in der Debatte dazu keine Einigung erzielen konnte, wurde vier Tage später Adams zusammen mit Thomas Jefferson, Benjamin Franklin, Robert R. Livingston und Sherman in das Komitee der Fünf berufen, um zu dieser Resolution eine Präambel zu erarbeiten, die spätere Unabhängigkeitserklärung. In der ersten Ausschusssitzung wurde Adams angeboten, die Federführung für den Entwurf zu übernehmen, was er aufgrund seiner hohen Arbeitsbelastung ablehnte, weshalb Jefferson diese Aufgabe übernahm. Er legte Adams nach zwei Wochen eine an der Virginia Declaration of Rights orientierte Skizze zur Prüfung vor, an der Adams nur geringfügige stilistische Änderungen vornahm. Am 28. Juni präsentierte das Komitee der Fünf dem Kontinentalkongress den Entwurf. Drei Tage später fand die Debatte zur Wiedervorlage der Lee Resolution statt, in der Adams in einer zweistündigen, unvorbereiteten Rede auf die Einwände von Dickinson gegen die Unabhängigkeit einging. Diese Rede war nicht nur die bis dahin bedeutsamste im Kontinentalkongress, sondern auch die beste in Adams’ politischem Leben. Am nächsten Tag blieben die Delegation der Provinz New York sowie Dickinson und Robert Morris als Gegner der Unabhängigkeit der Abstimmung fern, so dass die Lee-Resolution von den anwesenden zwölf Kolonien einstimmig angenommen wurde. Am 3. und 4. Juli debattierte der Kontinentalkongress über die Unabhängigkeitserklärung des Komitees der Fünf und verabschiedete diese nach redaktionellen Änderungen und einer Kürzung des Texts um ein Viertel, wobei die Passage zur Ächtung des Sklavenhandels komplett gestrichen wurde.

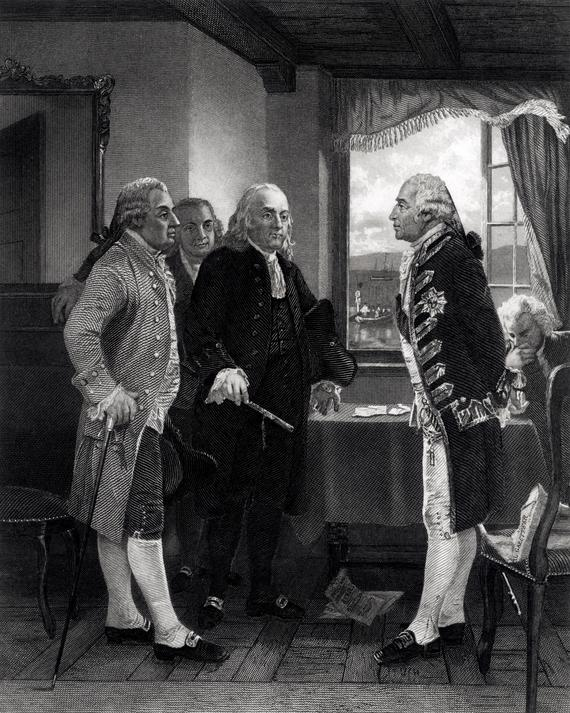
Bildnis der Friedensverhandlungen von Staten Island durch Alonzo Chappel mit folgenden Personen von links nach rechts stehend: John Adams, Edward Rutledge, Benjamin Franklin und Admiral Richard Howe, 1. Earl Howe

Noch im Monat der Unabhängigkeitserklärung begann der Kontinentalkongress über die zukünftige Verfassung zu debattieren. Im September 1776 erschien General John Sullivan, der in der Schlacht von Long Island von den Briten gefangen genommen worden war, vor dem Kontinentalkongress und überbrachte ein Verhandlungsangebot der Befehlshaber und Brüder Admiral Richard Howe, 1. Earl Howe und General William Howe, 5. Viscount Howe. Adams sprach sich gegen Gespräche mit dem Gegner aus, da er eine erneute Polarisierung der Bevölkerung befürchtete. Er wurde überstimmt und gemeinsam mit Franklin und Rutledge als Abgesandter nach Staten Island beordert, wo sie am 11. September die Howes trafen. Da diese als Bedingung für den Frieden nur die Unterwerfung unter die Krone akzeptierten, wofür sie im Gegenzug Straferlass für einen Teil der Rebellen anboten, endeten die Unterhandlungen noch am gleichen Tag. Noch im September erhöhte Adams die Anreize für eine längere Verpflichtungszeit und brachte mit Jefferson ein Gesetz durch den Kontinentalkongress, das die Strafen bei Dienstvergehen drastisch verschärfte. Außerdem schlug er vergeblich die Gründung einer Militärakademie vor. Der unerfreuliche Kriegsverlauf führte dazu, dass er seine Ablehnung von Militärallianzen mit europäischen Mächten überdachte.
Nach einigen Wochen bei der Familie in Braintree kehrte Adams im Januar 1777 zum Kontinentalkongress zurück, der aufgrund des Kriegsgeschehens für einige Zeit nach Baltimore auswich und ab Februar wieder in Philadelphia tagte. Adams arbeitete in 26 Ausschüssen mit, von denen der Board of War der zeitintensivste war und ihm keine Gelegenheit bot, sich in die Konzeption der Konföderationsartikel einzubringen. Er blickte optimistisch in die Zukunft, da er angesichts des Unvermögens der Briten, in den ersten beiden Kriegsjahren einen Sieg herbeizuführen, eine Niederlage der Kontinentalarmee im dritten Jahr für noch unwahrscheinlicher erachtete. Zudem war Adams zuversichtlich, dass bald das Königreich Frankreich oder Spanien den Amerikanischen Unabhängigkeitskrieg ausnutzte, um das Vereinigte Königreich in Europa in einen Krieg zu ziehen. Nach der amerikanischen Niederlage in der Schlacht von Brandywine floh Adams mit dem Kontinentalkongress vor der anrückenden britischen Armee aus Philadelphia über Lancaster nach York. Als General Horatio Gates kurz darauf die British Army in der Schlacht von Saratoga besiegte, erkannte Adams darin sofort den entscheidenden Wendepunkt im Unabhängigkeitskrieg.

### Diplomatische Missionen
Ende November 1777 wählte der Kontinentalkongress Adams in Abwesenheit zum Diplomaten Amerikas im Königreich Frankreich. Dort sollte er mit Franklin und Arthur Lee als Delegationsmitgliedern am französischen Hof mögliche Allianzen und finanzielle Unterstützung aushandeln und den bisherigen amerikanischen Vertreter Silas Deane ersetzen. Die Wahl von Adams erfolgte deshalb, weil er einer der ersten Delegierten des Kontinentalkongresses gewesen war, der Ideen zur Außenpolitik der Dreizehn Kolonien entwickelt hatte. So hatte er das Recht auf Bildung auswärtiger Allianzen in die Lee Declaration vom Juni 1776 eingebracht. Ein von Adams als Vorsitzendem des Committee of Treaties (deutsch Ausschuss für Staatsverträge) entworfener Modellvertrag für die bilateralen Beziehungen zum Königreich Frankreich war im September 1776 vom Kontinentalkongress verabschiedet worden und wurde für die nächsten 25 Jahre das Muster für zwischenstaatliche Abkommen Amerikas. Auf seiner Reise nach Paris wurde Adams von seinem zehnjährigen Sohn John Quincy begleitet, mit dem er sich am 15. Februar 1778 auf der USS Boston einschiffte. Dies geschah aus Sorge vor britischen Spionen unter größter Geheimhaltung in der Morgendämmerung und außerhalb des Hafens von Boston. Bereits nach kurzer Fahrt verfolgte sie eine britische Fregatte, die sie erst nach drei Tagen abhängen konnten. Beim Aufbringen des englischen Handelsschiffes Martha verfehlte eine gegnerische Kugel Adams nur knapp und traf den Besanmast hinter ihm. Ende März erreichten sie Bordeaux und zogen weiter nach Paris.
Noch bevor er von Bord gegangen war, erfuhr Adams, dass Lee, Franklin und Deane am 6. Februar in Versailles mit Ludwig XVI. bereits einen Allianz- und Handelsvertrag abgeschlossen hatten und sich somit seine Hauptaufgabe erledigt hatte. Enttäuscht übernahm Adams, der mit Franklin das Hôtel de Valentinois bewohnte, die Dokumente- und Finanzverwaltung der amerikanischen Kommission und lernte Französisch. Oberste Priorität hatte für ihn, mehr Unterstützung durch die Marine Nationale im Unabhängigkeitskrieg zu gewinnen, da er wie Washington die Seemacht als einen möglicherweise kriegsentscheidenden Faktor ansah. Vorerst blieb ihm in dieser Sache ein Erfolg versagt, da Frankreich zu dieser Zeit eine Invasion Englands plante. Trotz seiner klassischen republikanischen Ideale war er neben der Betriebsamkeit von der Opulenz des Pariser Lebens beeindruckt und lernte unter anderem den Philosophen Marie Jean Antoine Nicolas Caritat, Marquis de Condorcet und den Ökonom Anne Robert Jacques Turgot kennen. Dem König wurde Adams am 8. Mai 1778 offiziell vorgestellt.
Der wichtigste Kontaktmann für die amerikanische Delegation war der in Geheimdiplomatie und Intrigen versierte Charles Gravier, comte de Vergennes. De Vergennes stieß von Beginn an auf großes Misstrauen bei Adams und bevorzugte den geselligeren und weniger bestimmten Franklin als Gesprächspartner. Adams, anfangs ein großer Bewunderer von Franklin, sah dessen sorglosen Umgang mit Geld und potenziellen Spionen in seinem persönlichen Umfeld sowie den Mangel an Dienstbeflissenheit zunehmend kritisch. Am 14. September 1778 bestimmte der Kontinentalkongress die Auflösung der Kommission und ernannte Franklin zum alleinigen Botschafter am französischen Hof. Die offizielle Meldung erreichte Adams am 12. Februar 1779. Die Abberufung ohne Zuweisung eines neuen Dienstpostens oder Bitte um Rückkehr erlebte er als schwere Demütigung und tiefe Kränkung. Am 22. April ging er mit seinem Sohn in Nantes an Bord der USS Alliance. Ihr Auslauf verzögerte sich jedoch, da sie als Teil einer amerikanisch-französischen Expeditionsflotte unter dem Kommando von Marie-Joseph Motier, Marquis de La Fayette und John Paul Jones die englische Westküste attackieren sollte. Zum Ärger von Adams, der aus Gründen der Geheimhaltung über die Hintergründe nicht informiert worden war, konnte er die Heimfahrt erst am 17. Juni an Bord der Sensible antreten, einer Fregatte der französischen Marine. Mit an Bord war Anne César de la Luzerne, der neue französische Botschafter in den Vereinigten Staaten.
Zurück in Amerika berichtete er dem Kontinentalkongress über die noch zu klärenden Sachfragen mit Paris. Adams erstellte ab Mitte September 1779 innerhalb von knapp sechs Wochen einen Entwurf der Verfassung von Massachusetts, der sich an seinen Thoughts on Government und der Virginia Declaration of Rights orientierte und ein Zweikammersystem aus Checks and Balances vorsah. Die Rechtsprechung war unabhängig und dazu ermächtigt, die Handlungen der beiden anderen Staatsgewalten einer Normenkontrolle zu unterziehen. Eine historische Neuerung war die im Verfassungsentwurf formulierte Pflicht des Staates, die Erziehung und kulturelle und wissenschaftliche Bildung seiner Bürger sicherzustellen. Für die meisten der späteren bundesstaatlichen Verfassungen, auch in den Mittelatlantik- und Südstaaten, fungierte der Entwurf von Adams als Muster, wobei die auf Lebenszeit ernannten obersten Bundesrichter als größte Errungenschaft gelten. Auf einem Bankett zu Ehren des französischen Botschafters im August 1779 in Harvard regte Adams an, als Gegenstück zur American Philosophical Society in Philadelphia in Boston die American Academy of Arts and Sciences zu gründen, was ein Jahr später umgesetzt wurde. Im Oktober 1779 ernannte ihn der Kontinentalkongress einstimmig zum Gesandten mit der Vollmacht, einen Friedensvertrag mit dem Königreich Großbritannien auszuhandeln. Bei der erneuten Überfahrt nach Europa, die ab dem 15. November auf der Sensible begann, begleiteten ihn die beiden ältesten Söhne sowie Francis Dana als offizieller Sekretär.
Wegen einer Schiffsleckage ab Ferrol den Landweg nutzend, erreichte Adams Paris erst am 9. Februar 1780. Dort hielt ihn der um seine diplomatische Entscheidungsautonomie fürchtende und insgesamt missgünstig gesinnte de Vergennes hin und bestand darauf, dass Adams seine Vollmacht, einen Friedensvertrag mit London auszuhandeln, nicht publik machte, obwohl seine Mission ein offenes Geheimnis war. Daher betrieb Adams vorerst Pressearbeit für die amerikanische Sache und veröffentlichte anonym Artikel im Mercure de France und in britischen Zeitungen. Das Verhältnis zu de Vergennes verschlechterte sich bis zum Sommer 1780 so sehr, dass dieser ab dem 29. Juli nur noch Franklin als Gesprächspartner akzeptierte. Ausgelöst hatte dies ein von de Vergennes wahrscheinlich als Vorwand bewusst initiierter Streit um die Abwertung des US-Dollars und Adams’ Weigerung, sich für Ausnahmeregelungen für französische Händler einzusetzen.
Bereits am 27. Juli 1780 hatte sich Adams mit beiden Söhnen auf den Weg in die Republik der Sieben Vereinigten Provinzen gemacht, um dort an Stelle von Henry Laurens, der von den Briten festgesetzt worden war, einen Freundschafts- und Handelsvertrag auszuhandeln. Dazu hielt er sich weniger in der Hauptstadt Den Haag als in Amsterdam auf, wo die eigentliche Macht lag. Viele der dortigen Intellektuellen erkannten Parallelen zwischen dem amerikanischen Unabhängigkeitskrieg und dem eigenen Freiheitskampf im Achtzigjährigen Krieg, weshalb sie wie die Mehrheit der Niederländer mit der Amerikanischen Revolution sympathisierten. Nachdem er von offizieller Seite monatelang nicht empfangen wurde, nicht zuletzt da die Republik der Sieben Vereinigten Provinzen vom britischen Schutz ihrer Seehandelswege abhängig waren, wandte sich Adams im April 1781 entgegen der diplomatischen Gepflogenheiten in einem bald europaweit veröffentlichtem Schreiben direkt an die Generalstaaten. Im Sommer schickte er seinen gesundheitlich angeschlagenen Sohn Charles zurück nach Amerika, während Quincy in das Russische Kaiserreich aufbrach, wohin Dana als Botschafter berufen worden war. Die Generalstaaten warteten noch bis zum Bekanntwerden der Kapitulation von Charles Cornwallis, 1. Marquess Cornwallis in Yorktown im November 1781, bevor ein verbindlicher Handelsvertrag geschlossen und Amerika von Den Haag am 19. April 1782 diplomatisch anerkannt wurde. Adams’ offizieller Empfang als Botschafter durch den Statthalter Wilhelm V. fand drei Tage später statt. Im Juni handelte er mit drei niederländischen Banken einen Kredit über 5 Mio. Gulden aus und im Oktober einen Handelsvertrag mit der Republik der Sieben Vereinigten Provinzen. Später bezeichnete Adams den Erfolg seiner Mission in den Vereinigten Niederlande als seine größte politische Leistung.

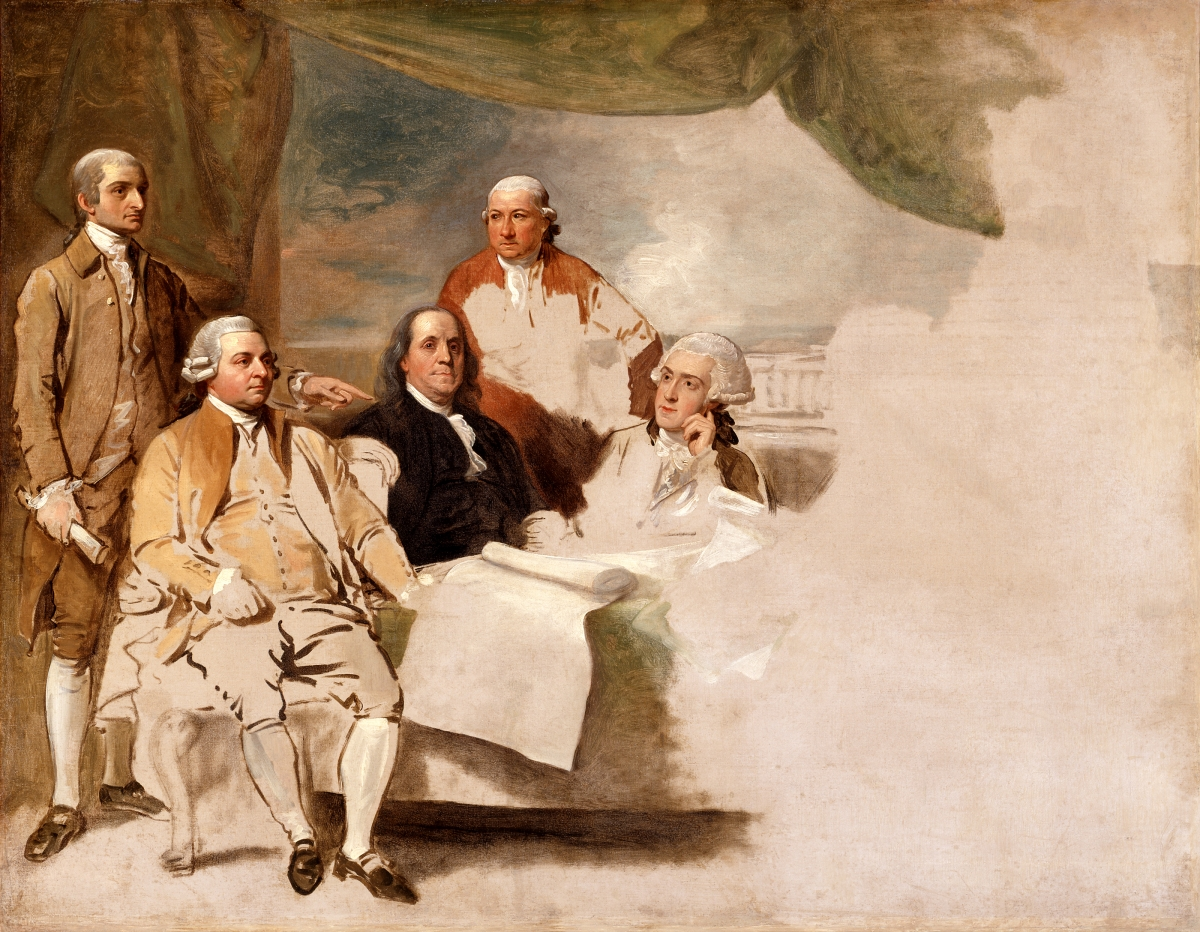
Unvollendete Ölskizze American Commissioners of the Preliminary Peace Agreement with Great Britain von Benjamin West mit John Adams (2. Person von links)

Ende Oktober 1782 kehrte Adams nach Paris zurück, um gemeinsam mit Franklin und John Jay einen Friedensvertrag mit Großbritannien auszuhandeln. Die Order des Konföderationskongresses, sich de Vergennes unterzuordnen und die Frage der Unabhängigkeit hintanzustellen, erboste sowohl Adams als auch Jay. Entgegen dieser Instruktion und mit dem Einverständnis von Franklin begannen sie ab dem 30. Oktober Verhandlungen mit dem Königreich Großbritannien, ohne vorher de Vergennes zu konsultieren. Dabei bestanden sie auf die Anerkennung der amerikanischen Unabhängigkeit durch London im Vertragstext. Weitere offene Fragen waren die Entschädigungsforderungen von geflohenen Loyalisten, amerikanische Privatschulden bei britischen Händlern und, für Adams besonders wichtig, die Fischereirechte in der Neufundlandbank. Der Grenzdisput wurde schnell beigelegt, als Großbritannien den Vereinigten Staaten das Territorium zwischen Appalachen und Mississippi überließ und Amerika die Schifffahrtsrechte auf diesem Fluss einräumte. Auf Drängen Adams’ wurden die Schulden nicht einfach gegen die erlittenen Kriegsschäden aufgerechnet, wie von Franklin und Jay vorgeschlagen, sondern ein Passus zur Zahlung eingefügt, der sich später jedoch als nicht praktikabel erwies. Nachdem Ende November die Entschädigung der Loyalisten in die Zuständigkeit der Bundesstaaten verwiesen wurde, blieben die Fischereirechte als letzte offene Frage, die die Verhandlungen fast zum Scheitern brachte. Als die Briten Amerika zwar nicht das „Recht“ aber die „Freiheit“ zugestanden, auch in der Neufundlandbank zu fischen, kam es am 30. November 1782 zum Abschluss eines Vorvertrags. Am 3. September 1783 schließlich unterzeichneten Adams, Franklin und Jay als Vertreter der Vereinigten Staaten den endgültigen Frieden von Paris.
Während dieser Phase bat Adams Abigail vergeblich, zu ihm und Quincy zu kommen, der mittlerweile aus Sankt Petersburg zurückgekehrt war. Sie hatte große Angst vor der Überfahrt und dem Verlassen ihrer Heimat und erst als ihr Vater gestorben war und sie erfuhr, dass Adams im Oktober 1783 in Paris schwer erkrankt war, reiste sie im Juni 1784 mit ihrer ältesten Tochter „Nabby“ nach Europa. Adams hatte unterdessen zur Genesung eine Residenz außerhalb von Paris in Auteuil bezogen, wohin er Abigail und „Nabby“ unmittelbar nach ihrem Wiedersehen in London am 7. August 1784 mitnahm. Jefferson, der Franklin als Botschafter in Frankreich nachfolgte, war ein regelmäßiger Gast im Hause der Adams’. Zwischen ihm und Adams aber auch Abigail entwickelte sich eine enge Freundschaft. Ihre diplomatische Mission, gemeinsam mit Franklin mit großen europäischen Nationen Handelsverträge abzuschließen, gestaltete sich zäh; dies gelang nur im Juli 1785 mit Preußen.
Ende April 1785 erfuhr Adams von seiner Ernennung zum ersten Botschafter Amerikas in London. Im Monat darauf zog er mit Abigail und „Nabby“ nach London, während Quincy nach Amerika zurückkehrte, um in Harvard zu studieren. Am 1. Juni stellte sich Adams während einer Privataudienz im St James’s Palace König Georg III. vor. Das Treffen verlief erfreulich und war von gegenseitigem Respekt geprägt. Adams mietete eine Residenz am Grosvenor Square an, aus der in der Folge die amerikanische Botschaft wurde. Bis auf regelmäßige Teilnahmen am Hofzeremoniell und einige wenige Kontakte zu britischen Regierungsoffiziellen wurde Adams von der Londoner Gesellschaft ignoriert und in der englischen Presse Opfer einer Hetzkampagne. Insgesamt war die antiamerikanische Stimmung im Königreich Großbritannien ähnlich hoch wie während des Unabhängigkeitskriegs. Er konnte weder von Premier William Pitt dem Jüngeren noch Außenminister Francis Osborne, 5. Duke of Leeds Zusicherungen erreichen, die verbliebenen Truppen aus Amerika zurückzuziehen, privilegierte Handelsbeziehungen zu schaffen oder Entschädigung für Sklaven und Eigentum zu zahlen, die britische Offiziere aus Amerika verbracht hatten.
Im Juli 1785 kam es zum ersten Konflikt mit dem Barbareskenstaat, als im Mittelmeer zwei amerikanische Schiffe von Barbaresken-Korsaren gekapert und die Besatzung versklavt worden war. Auf Befehl des Konföderationskongress hin zahlte Adams an einen Boten des Sultans ein Lösegeld. Im Januar 1787 vereinbarten Adams und Jefferson mit Marokko jährliche Schutzgeldzahlungen. Parallel traten im amerikanischen Staatenbund soziale Unruhen auf, die in der Shays’ Rebellion im Westen von Massachusetts ihren Höhepunkt fanden. Adams war ob dieser Entwicklung besorgt und befürchtete zum einen, dass die europäischen Mächte die Bundesstaaten gegeneinander ausspielten, zum anderen, dass, wie in Rhode Island und North Carolina geschehen, die Schuldner mit einer legislativen Mehrheit ihre Gläubiger mit wertlosem Papiergeld ausbezahlten und die Gerichtsbarkeit außer Kraft setzten. Wie von ihm vorhergesehen, reagierte die Zentralgewalt darauf mit einer deutlichen Stärkung ihrer Autorität, die die Philadelphia Convention im September 1787 mit Verabschieden der Verfassung der Vereinigten Staaten herstellte. Als Botschafter in London schrieb Adams die dreibändige A defence of the constitutions of government of the United States of America. Diese umfangreiche, in den Jahren 1787–1788 veröffentlichte Monographie behandelt politische Philosophie und ist zu einem großen Teil eine historisch gelehrte Wiedergabe seiner Thoughts on government von 1776.
Adams untersucht unterschiedliche Arten von Republiken, insbesondere greift er auf antike Republiken zurück. Auffällig ist hierbei sein immer wiederkehrender Rückbezug zu Sparta als positives Beispiel für Volkssouveränität durch das Prinzip der Gewaltenteilung. Nicht nur Sparta, sondern auch Athen und Rom empfand Adams als unabdingbare Bezugssysteme der amerikanischen Revolutionäre. In seinem Werk betont Adams, dass eine Republik nur dann erfolgreich sein könne, wenn man die Staatsgewalt zwischen mehreren Organen aufteilen würde, um so die Macht einzelner Organe zu begrenzen und die Freiheit der Republik zu sichern. Genauer führt der Gründervater in seinem Werk aus, dass die Staatsgewalt zwischen einem Monarchen, einem Senat und einer demokratischen Volksvertretung aufgegliedert werden solle.
Des Weiteren identifiziert Adams im Rahmen seiner Untersuchungen das Westminster-System als ideale Regierungsform, die in der Tradition von Cicero stehe und in Amerika erfolgreich von der Macht des Adels befreit worden sei. Die Forderung nach Gleichheit aller Menschen bewertet er als illusorisch, da Individuen sich in der Realität immer hinsichtlich ihrer Fähigkeiten, Mittel und Motive unterscheiden werden. A defence of the constitutions of government of the United States of America wurde anfangs wohlwollend rezipiert, aber in Amerika von einigen Kritikern als Beweis dafür gesehen, dass Adams ein Monarchist sei. Im März 1788 verließ Adams mit Frau und Tochter England und kehrte in die Heimat zurück, nachdem er über ein Jahr zuvor Jay um seine Abberufung als Botschafter gebeten hatte.

### Vizepräsidentschaft

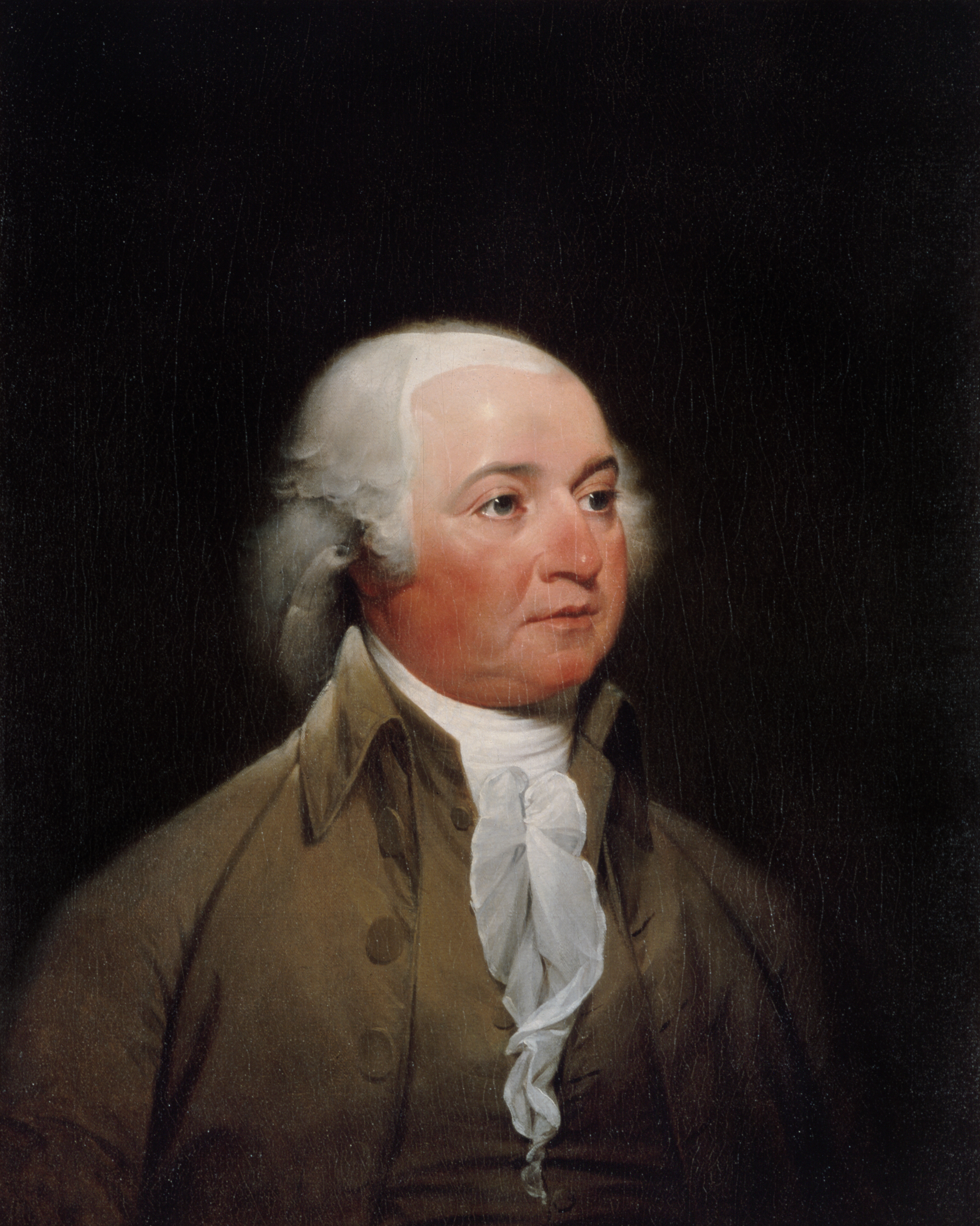
Offizielles Porträt von Adams als Vizepräsident durch John Trumbull zwischen 1792 und 1793.

Am 17. Juni 1788 erreichte Adams Boston, wo er nach knapp neun Jahren Abwesenheit von mehreren tausend Bürgern triumphal als Revolutionsheld und derjenige Diplomat empfangen wurde, der den Frieden von Paris und die Anerkennung der amerikanischen Unabhängigkeit erreicht hatte. Er galt sofort als der aussichtsreichste Kandidat für die Vizepräsidentschaft unter Washington, aber strebte dieses Amt nicht offen an, da dies in jener Zeit als ungebührliches Verhalten galt. Ab Januar 1789 signalisierte Washington sein Einverständnis für diese Konstellation und rechnete fest mit Adams’ Wahl. Bei der ersten Präsidentschaftswahl 1788–1789 bestimmten die Bundesstaaten 69 Wahlmänner für das Electoral College, von denen jeder pro Wahlgang zwei Stimmen hatte, wobei der Zweitplatzierte automatisch Vizepräsident wurde. John Adams galt unbestritten als zweiter Mann nach Washington, jedoch intrigierte Alexander Hamilton hinter den Kulissen gegen ihn. Möglicherweise wollte er dadurch seine eigene Position als potenzieller Nachfolger Washingtons stärken oder verhindern, dass seinem einstimmig gewähltem Idol ein Rivale entstehen könnte, der in Neuengland als Volksheld verehrt wurde. Am 6. April 1789 wurde Adams, der von Hamiltons verdeckter Operation nichts mitbekommen hatte, mit 34 Stimmen Vizepräsident, ein Ergebnis, das ihn tief in seinem Stolz verletzte. Am 13. April 1789 verließ er, begleitet von einer militärischen Eskorte und einem Festzug, Braintree und begab sich in die damalige Hauptstadt New York City, um hier acht Tage später sein Amt anzutreten, indem er den Vorsitz im Senat einnahm.
Im Senat zum Schweigen verurteilt und ohne den institutionellen Rahmen, Reden an die Öffentlichkeit zu halten, war er schnell ernüchtert von der Vizepräsidentschaft. Er konstatierte, diese Position sei „das unbedeutendste Amt“, das „in der Menschheitsgeschichte jemals ersonnen worden“ sei. Zum Kabinett Washington hatte Adams eine unkomplizierte Beziehung, auch wenn sich hier die Polarisierung zwischen Außenminister Jefferson, der als Leitbild ein ländliches Amerika der besitzenden Pflanzer hatte, und dem an städtischer Bank- und Geldwirtschaft orientiertem Finanzminister Hamilton schnell abzeichnete. Bei Adams dominierte keine derartige regionale Prägung; seine Vertrauensbasis bildeten die staatlichen Institutionen, die für ihn entscheidender waren als die Herkunft. Noch stärker als die von Hamilton durchgesetzte Gründung der First Bank of the United States spaltete die Französische Revolution die junge Republik. Während das Lager um Jefferson und Paine sie als Ausdruck des Volkswillens begrüßten, hatte Adams schon vor diesem Ereignis in den Thoughts on Government vor radikalem Egalitarismus und absoluter Volksherrschaft durch ein Einkammersystem gewarnt, was Edmund Burke 1790 in den Reflections on the Revolution in France aufnahm. Früher und klarer als jeder andere amerikanische Politiker sah Adams voraus, dass die Revolution in eine Gewaltherrschaft münden werde.
Anfangs war Adams unsicher in der Amtsführung und beschäftigte sich intensiv mit Etikette und Protokollfragen, zum Beispiel wie er als Senatspräsident Washington anzureden habe, wenn er seine State of the Union Address ankündigte. Dies brachte ihn in Verbindung mit seiner kritischen Haltung der Französischen Revolution gegenüber schnell den Vorwurf durch politische Gegner ein, ein majestätisches Selbstverständnis zu haben und während seiner Zeit als Botschafter in London zum Monarchisten geworden zu sein. Insgesamt beschädigte diese Episode Adams’ Ansehen erheblich. Hinzu kam, dass sich Washington zunehmend von Adams distanzierte, wodurch die Vizepräsidentschaft weiter an Bedeutung verlor. Noch im Sommer 1789 debattierte der Senat intensiv über einen Gesetzesvorschlag, der vorsah, dass der Präsident Kabinettsmitglieder nur mit Zustimmung des Senats entlassen konnte. Bei der Abstimmung wurde dieses Gesetz knapp abgelehnt, wobei die Stimme von Adams als Senatspräsident den Ausschlag gab. Insgesamt gab Adams in seiner Funktion als Vizepräsident bei 31 Abstimmungen das entscheidende Votum ab, was bis heute in dieser Höhe von keinem seiner Nachfolger erreicht wurde. Darunter waren wegweisende Entscheidungen wie zum Beispiel der die Hauptstadtfrage klärende Residence Act.
Ab April 1790 erschien von Adams eine Artikelserie in der Gazette of the United States, die über ein Jahr andauerte und bald unter dem Titel Discourses on Davila als Buch veröffentlicht wurde. Den Kern des Buchs bildete eine Übersetzung der historischen Abhandlung von Enrico Caterino Davila über die Hugenottenkriege. In seinen Kommentaren führte Adams unter anderem aus, dass Republiken so wenig vor Geltungssucht und Anbetung der Reichen und Mächtigen gefeit seien wie Monarchien. Eine Republiken abhebende Tugend habe daher historisch nie existiert. Diesen Text griffen Adams’ Kritiker schnell als vermeintlichen Beweis seiner monarchistischen Gesinnung auf. Da Washington als Präsident niemand zu attackieren wagte, konzentrierte sich die Opposition gegen die Föderalistische Partei zusehends auf Adams. Anfangs noch verdeckt, opponierte Jefferson zunehmend gegen Adams, in dem er wie im Führer der Föderalistischen Partei Hamilton einen Verräter an den Ideen der Amerikanischen Revolution sah. Dazu setzte er schädliche Gerüchte in Umlauf und heuerte Journalisten, aber auch den Dichter Philip Freneau an, der in der National Gazette ein Gegengewicht zur föderalistischen Gazette of the United States zu schuf. Zu dieser Zeit begann die Öffentlichkeit Adams und Jefferson zumeist als politische Erzrivalen wahrzunehmen. Wie Washington und viele andere betrachtete er die zunehmende Fraktionsbildung mit großer Verzweiflung, da er die Entstehung von politischen Parteien für eine große Gefahr für die junge Republik erachtete.
Bei den Wahlen 1792 kooperierten die antiföderalistischen Virginier um Jefferson und James Madison mit New York und Pennsylvania. Dabei suchten sie durch Unterstützung des New Yorker Gouverneurs George Clinton die Wiederwahl Adams’ zum Vizepräsidenten zu verhindern. Er verteidigte jedoch seine Vizepräsidentschaft mit 77 zu 50 Stimmen gegen den Anti-Föderalisten Clinton, wobei er dieses Mal von Hamilton unterstützt wurde.
Mit dem Ausbruch der Koalitionskriege wuchs die Befürchtung der Anti-Föderalisten um Jefferson, Adams könne Washington zu einem Krieg mit der Ersten Französischen Republik drängen. Angesichts der Beschlagnahme amerikanischer Schiffe sowohl durch Frankreich als auch das Vereinigte Königreich schlugen Washington und Adams einen Kurs strikter Neutralität ein, durch den der Allianzvertrag mit dem Königreich Frankreich von 1778 hinfällig wurde. Um gegen diese Neutralitätsproklamation vorzugehen, entsandte die Erste Französische Republik im April 1793 Edmond-Charles Genêt nach Amerika. Als dieser über die Köpfe von Washington, Adams und Jefferson hinweg eine Ansprache an den Kongress hielt und begann, Kaperschiffe gegen die Briten in amerikanischen Häfen anzuwerben, verlor er selbst die Unterstützung der Republicans, die mit der französischen Revolution sympathisierten. Die starke militärische Antwort von Washington und Hamilton auf die Whiskey-Rebellion im Jahr 1794, die sich gegen die Besteuerung eines der wichtigsten Handelsgüter der damaligen Zeit im westlichen Pennsylvania richtete, erfreute Adams äußerst, andererseits war er besorgt, solche Aufstände könnten sich in einer jungen Republik, die noch keine klare politische Identität habe, wiederholen. Als im Jahr darauf die von vielen als unbefriedigend wahrgenommenen Bedingungen des Jay-Vertrags mit London bekannt wurden, sorgten sie für landesweite Empörung. Obwohl Adams wie Washington mit dem Abkommen alles andere als zufrieden war, stand er loyal zum Präsidenten, der den Vertrag im Sommer 1795 unterzeichnete. Zum einen kannte er aus eigener Erfahrung die Hartnäckigkeit der britischen Verhandlungspartner, zum anderen war ihm ein nachteiliger Vertrag lieber als ein erneuter Krieg mit dem Königreich Großbritannien. Diese Affäre verfolgte Adams bis in seine Präsidentschaft.
Nach dem Bekanntwerden von Washingtons Verzicht auf eine dritte Amtszeit verschärfte sich das politische Klima erheblich und hatte stellenweise die Form einer Hetze. Bald kristallisierten sich Adams und Jefferson als die Hauptkonkurrenten heraus, ohne dass einer von beiden selbst aktiv eine Wahlkampagne für dieses Amt betrieb. Jeffersons Anhänger, die Adams wegen seines vermeintlichen Monarchismus „His Rotundity“ („Seine Rundheit“) nannten, warfen ihm zuvorderst die Ablehnung der Französischen Revolution vor und daneben die Befürwortung des Jay-Vertrags sowie die militärische Reaktion auf die Whiskey-Rebellion vor. So trugen einige Republicans aus Sympathie mit der Ersten Französischen Republik im Wahlkampf Jakobinermützen. Die Wahlen 1796 sahen im Electoral College immer noch einen einzigen Wahlgang mit jeweils zwei Stimmen für Präsident als auch Vizepräsident vor, wobei Kandidaten aus zwei unterschiedlichen Bundesstaaten gewählt werden mussten. Hamilton als Führer der Föderalisten bat die Wahlmänner aus Neuengland, ihre zweite Stimme nicht zu verschenken, sondern diese zwischen Adams und Thomas Pinckney aufzuteilen, um so Jefferson in jedem Fall als Präsident und möglichst auch als Vizepräsident zu verhindern. Des Weiteren hoffte er somit, dem Außenseiter Pinckney überraschend zur Präsidentschaft zu verhelfen, den er leichter zu kontrollieren können meinte. Da sich ein Teil der Wahlmänner nicht an seine Bitte hielt, siegte Adams am 7. Dezember 1796 mit 71 Stimmen nur knapp über Jefferson (68 Stimmen), der dadurch neuer Vizepräsident wurde. Adams und seine Frau Abigail vergaben Hamilton, der sich immer als geeignetster Nachfolger von Washington verstand, diese Einmischung in das Electoral College niemals und waren seitdem verfeindet. Außerdem sah Adams in Hamilton einen Proponenten für eine Plutokratie und militärische Abenteuer.

### Präsidentschaft

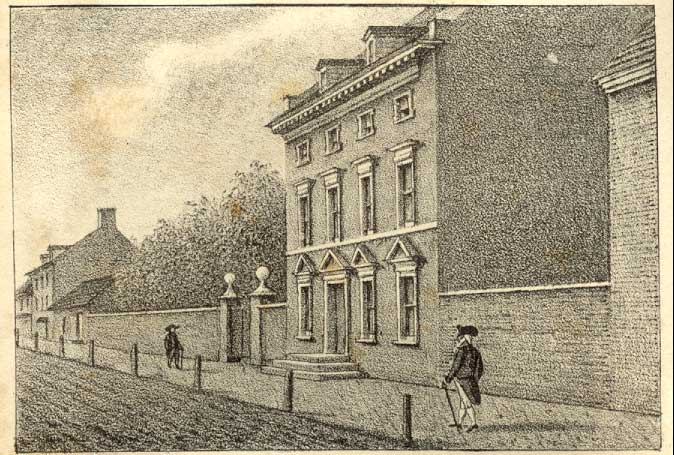
Zeichnung des Präsidentenhauses in Philadelphia (ca. 1828–1830). Hier residierte Adams bis zu seinem Umzug in das Weiße Haus im Jahr 1800.

Anders als beim ersten Auftritt als Vizepräsident vor dem Senat verzichtete Adams bei der von Oliver Ellsworth durchgeführten Amtseinführung am 4. März 1797 auf ein pomphaftes Zeremoniell. In der Antrittsrede vor dem 5. Kongress der Vereinigten Staaten kam er auf den amerikanischen Unabhängigkeitskrieg und die Unterdrückung durch die britische Krone zu sprechen. Er lobte die Vernunft und Rechtschaffenheit des Volkes und betonte seine Ablehnung des europäischen Feudalismus. Adams rief, wie viele andere Präsidenten nach ihm zu diesem Anlass, zur Verständigung zwischen den Parteien auf. Zur Verärgerung der anglophilen Föderalisten führte er seine durch den dortigen Aufenthalt erworbene Bewunderung für die französische Nation an und sprach sich außenpolitisch für eine Fortsetzung des Friedenskurses aus. Das Kabinett John Adams wies gegenüber dem Kabinett Washington nur wenig Änderungen auf, da Adams daran gelegen war, die Harmonie unter den Föderalisten zu wahren. Einige Tage später bezog er das Präsidentenhaus in Philadelphia und war schockiert über dessen desaströse Verfassung, zumal er dafür Miete zahlen musste. Anfangs war Adams wie sein Amtsvorgänger vor allem damit beschäftigt, auf Briefe, zumeist von Veteranen des Unabhängigkeitskrieges, zu antworten, die um eine Stelle in der Verwaltung baten.
Die Präsidentschaft begann mit einer großen Hypothek persönlicher Natur: Zum einen war Vizepräsident Jefferson als Leitfigur der Republicans sein politischer Gegner, zum anderen war Hamilton, als Anführer der Föderalisten eigentlich Adams’ natürlicher Verbündeter, seit der Wahl 1796 mit ihm verfeindet. Beide versuchten die Wiederwahl von Adams als Präsidenten zu verhindern. Zudem standen die drei wichtigsten Kabinettsmitglieder, Timothy Pickering, Oliver Wolcott junior und James McHenry, unter der Kontrolle Hamiltons. Sie gehörten zum radikalen Flügel der Föderalisten, den „High Federalists“, und waren ausgesprochen frankophob. So arbeiteten sie gegen die Vorgaben des Präsidenten, ohne von ihren Ämtern zurückzutreten. Bis heute ist nicht geklärt, inwieweit Adams die Illoyalität seiner Minister bewusst war. Möglicherweise war seine Entscheidung, sie zu behalten, dem Willen geschuldet, durch personelle Kontinuität im Mitarbeiterstab und der öffentlichen Verwaltung insgesamt für mehr Professionalität zu sorgen. Zudem forderte Adams bei wichtigen Fragen zwar eine schriftliche Stellungnahme der Minister an, entschied aber am Ende allein, da er in ihre Fähigkeiten, wichtige Probleme unparteiisch zu analysieren, wenig Vertrauen hatte. Trotzdem gehört Adams zu den sieben Präsidenten Amerikas, die während ihrer Amtszeit kein einziges Mal von ihrem Vetorecht Gebrauch machten. Er unterzeichnete sämtliche ihm zugeleiteten Gesetzesentwürfe des Kongresses.
Eine weitere Schwierigkeit für die Präsidentschaft Adams und die Bundesregierung insgesamt war die politische Geographie. Die Verkehrsinfrastruktur Amerikas war rudimentär und im Vergleich zu Europa herrschte technologische Rückständigkeit. So betrug die Reisedauer von Virginia nach Neuengland immer noch wie in der frühen Kolonialzeit Wochen, es existierten landesweit nur drei für Planwagen geeignete Straßen und die meisten Flüsse, insbesondere in den Südstaaten, hatten keine Brücken. Dies alles förderte den Regionalismus und erschwerte das Entstehen eines nationalen Zusammengehörigkeitsgefühls. Auch die meisten Politiker identifizierten sich mehr mit ihrem Bundesstaat als mit den Vereinigten Staaten.
Während der Präsidentschaft erlebte Adams im Familienleben einige Schicksalsschläge. Im Frühsommer 1798 reiste er mit Abigail nach Quincy, die dort schwer erkrankte. Als Adams im November nach Philadelphia zurückkehrte, musste er seine immer noch nicht genesene Frau zurücklassen. Die Hauptstadt selbst litt unter einer Gelbfieberepidemie, die 3000 Todesopfer forderte. Daher wurde Philadelphia größtenteils evakuiert und die Regierungsgeschäfte übergangsweise nach Trenton verlegt. Bis zur vollständigen Gesundung von Abigail im November 1799 und ihrer Rückkehr nach Philadelphia hielt sich Adams mehrfach für längere Zeit in Quincy auf, darunter durchgängig von März bis September 1799, und führte sein Amt von dort aus. Wegen des bevorstehenden Umzugs der Hauptstadt in das Sumpfgebiet Washington, D.C. und der dort herrschenden primitiven Lebensverhältnisse machte sich Adams große Sorgen um die Gesundheit seiner Frau. Unmittelbar nach Bekanntgabe des Ergebnisses der Präsidentschaftswahl 1800 erfuhr Adams, dass sein zweitältester Sohn Charles, der an Alkoholproblemen litt, am 30. November an einer Leberzirrhose gestorben war.

#### XYZ-Affäre und Quasi-Krieg

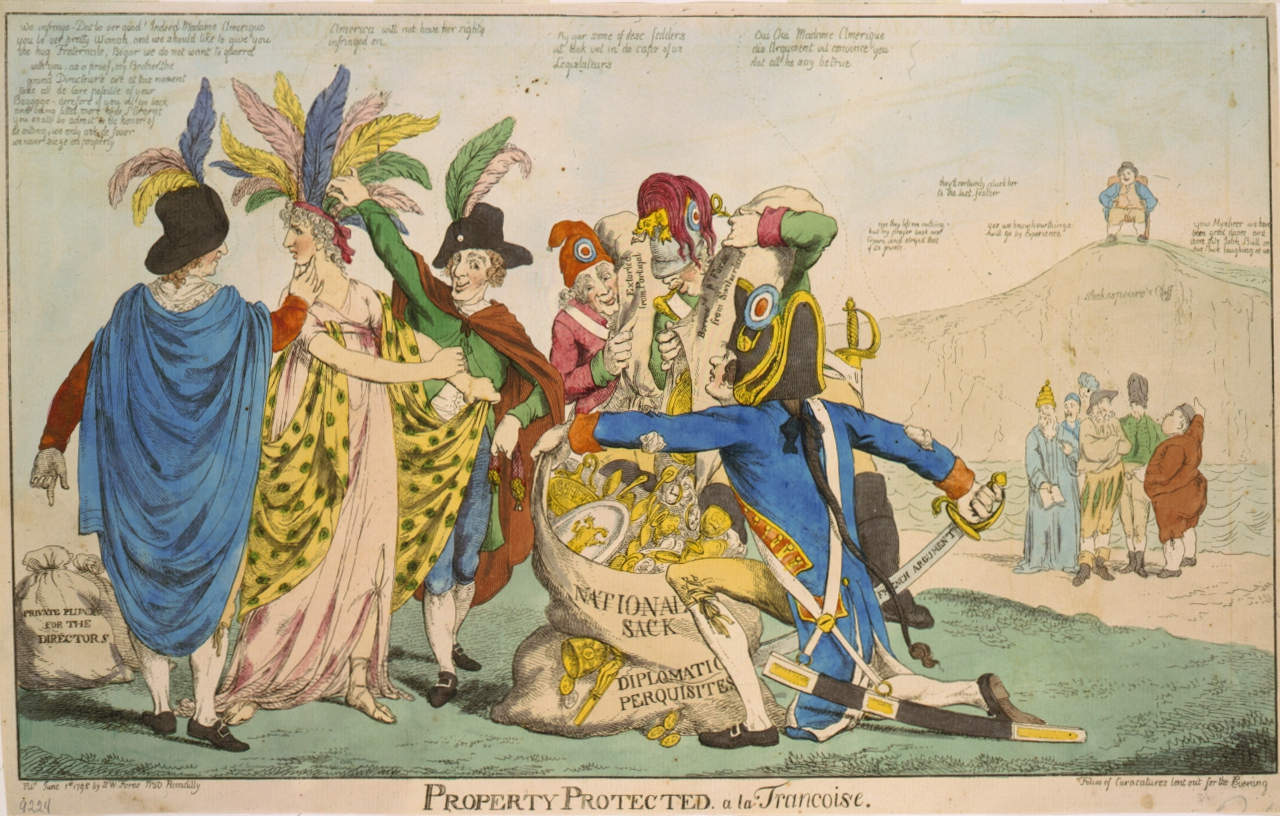
Britische Karikatur zur XYZ-Affäre im Mai 1798. Fünf Franzosen rauben Amerika, dargestellt als eine junge Frau, aus, während im Bild rechts sechs Personen, die die europäischen Nationen symbolisieren, dem Treiben zuschauen. Auf dem Hügel dahinter genießt John Bull lachend die Aussicht.

Außenpolitisch begann Adams’ Präsidentschaft unmittelbar mit einer Krise, da das französische Direktorium aus Verärgerung über den Jay-Vertrag, den sie als anglo-amerikanische Allianz interpretierten, die Legitimation von Pinckney als Botschafter in Paris im November 1796 abgelehnt und ihn des Landes verwiesen hatte. Davon wie auch vom unerklärten Seekrieg Frankreichs gegen amerikanische Handelsschiffe erfuhr Adams nur wenige Tage nach der Amtseinführung. Um diesen Konflikt zu lösen und Paris um Entschädigung für gekaperte Handelsschiffe in der Karibik zu ersuchen, entsandte der Präsident eine Delegation aus Pinckney, John Marshall und Elbridge Gerry nach Frankreich, die Anfang Oktober 1797 in Paris eintraf. Später berichteten sie in verschlüsselten Nachrichten über ihre Unterredungen mit Außenminister Charles-Maurice de Talleyrand-Périgord und drei seiner Agenten, die der amerikanischen Öffentlichkeit gegenüber nur als X, Y und Z benannt wurden, weshalb dieser Vorfall als XYZ-Affäre bekannt wurde. Diese forderten zur Beilegung der Streitigkeiten nicht nur einen amerikanischen Kredit über 22 Mio. niederländische Gulden sowie freundlichere Töne Adams in Richtung Frankreich, sondern auch eine persönliche Bestechungssumme für Talleyrand. Der Außenminister drohte der Delegation, dass jede Nation als feindlich betrachtet werde, die der Ersten Französischen Republik die Unterstützung versagte, und Amerika in diesem Fall das Schicksal der vernichteten Republik Venedig teilen werde. Als XYZ schließlich die amerikanischen Gesandten darüber informierten, dass Talleyrand ihr unkooperatives Verhalten an Adams melden werde, wurden die Verhandlungen abgebrochen; Pinckney und Marshall verließen Frankreich.
Noch bevor der Präsident über diesen Eklat im März 1798 informiert wurde, hatte sich die Konfrontation mit der Ersten Französischen Republik zur See weiter zugespitzt. So war unter anderem ein französischer Freibeuter in den Hafen von Charleston eingedrungen und hatte dort ein britisches Schiff versenkt, während in der Karibik mehr als 60 weitere Kaperfahrer den amerikanischen Außenhandel blockierten. Als die XYZ-Affäre der Regierung bekannt wurde, forderten zwei Minister den Präsidenten auf, den Kongress um eine Kriegserklärung zu ersuchen. Adams hielt einen Krieg mit Frankreich für unausweichlich, sah jedoch Amerika für ein derartiges Unternehmen zu schlecht gerüstet. Zudem war er sich der innenpolitischen Widerstände dagegen durch die Republicans bewusst. Als Adams den Kongress am 3. April 1798 in einer relativ zurückhaltenden, die prinzipiellen Unterschiede zwischen amerikanischer und französischer Revolution betonenden Rede über die XYZ-Affäre informierte, führte dies landesweit zu einem Aufschrei der Empörung. Die Bevölkerung solidarisierte sich mit dem Präsidenten, der augenblicklich zu einem Nationalhelden wurde und auf dem Höhepunkt seiner Beliebtheit stand, stellte Milizen auf und sammelte Geld für den Bau einer Marine. Allgemein rechnete man im Sommer 1798 fest mit einer Kriegserklärung des Präsidenten an Frankreich und selbst Abigail sah dies als unausweichlich an. Das erste und einzige Mal während seiner Amtszeit war Adams in dieser Phase in der Föderalistischen Partei populär und unumstritten.

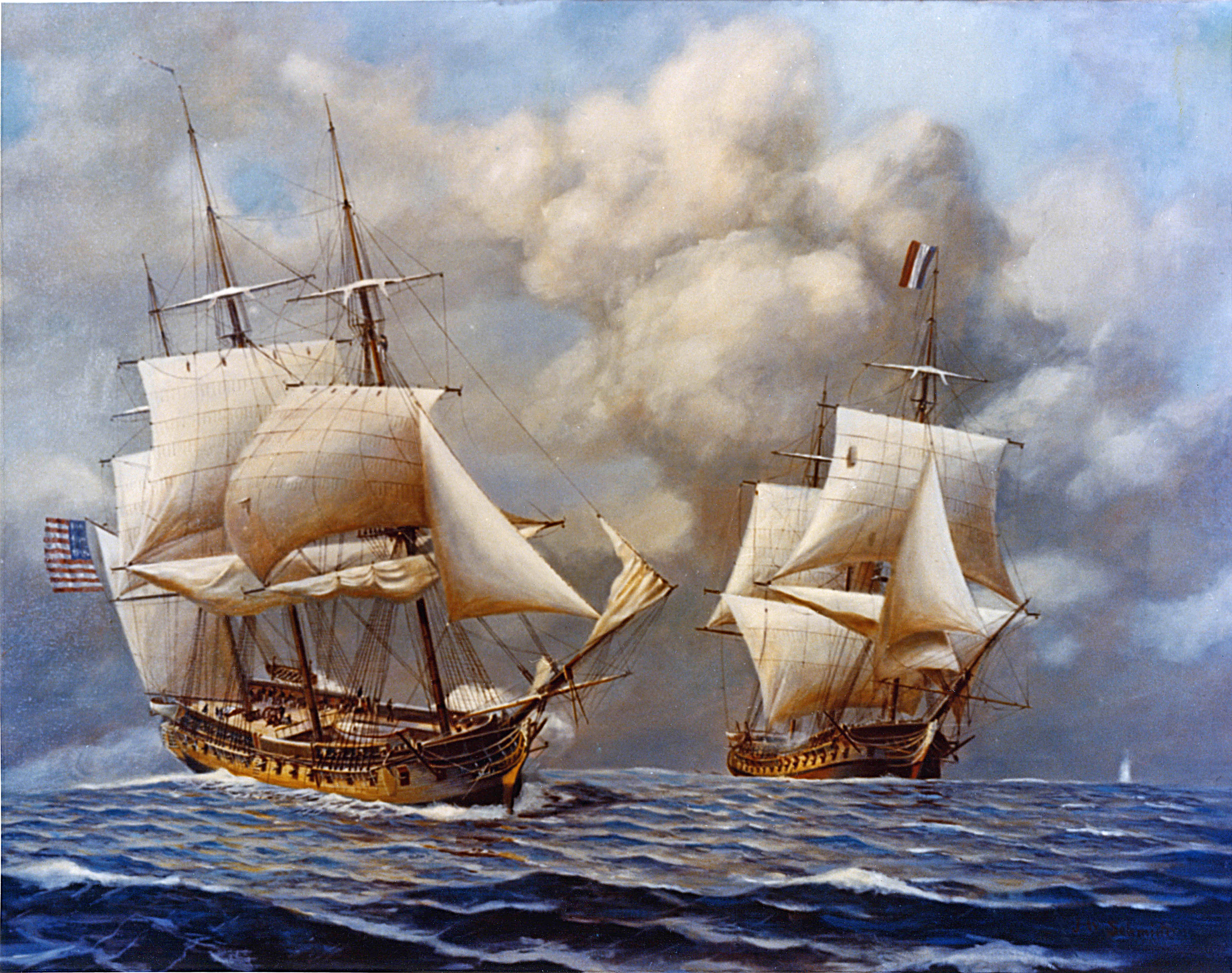
Seegefecht der Constellation gegen die L’Insurgente.

In dieser kurzen Blütezeit seiner Präsidentschaft brachte Adams zwei Bundesgesetze erfolgreich durch den Kongress: Am 30. April 1798 wurde die Gründung des United States Department of the Navy beschlossen, bei dessen Leitung sich Benjamin Stoddert als sehr erfolgreich und einziges loyales Kabinettsmitglied erwies, und am 9. Juli folgte der Act Further to Protect the Commerce of the United States, der Schiffen der United States Navy den Angriff auf alle französischen Seeeinheiten erlaubte, die den amerikanischen Handel bedrohten. Die Republicans sahen in Frankreich weiterhin eine Schwesterrepublik und warfen der Regierung vor, die Angelegenheit verzerrt darzustellen, um das Direktorium zu einer Kriegserklärung zu provozieren. Ihrer Meinung nach beabsichtigte Adams mit diesem Krieg, Amerika in die Arme der britischen Monarchie zu treiben. Den konträren Positionen von Föderalisten und Republicans in dieser Frage lagen auch ökonomische Interessen zugrunde: Während die neuenglischen Föderalisten enge Geschäfts- und Handelsbeziehungen zum Königreich Großbritannien hatte, waren die Pflanzer in den Südstaaten traditionell bei den Handelsbanken Londons hoch verschuldet.
Eine Gesetzesinitiative von Adams, Handelsschiffen Bewaffnung zu gestatten, scheiterte an der Opposition von Jefferson. Erfolgreich hingegen war der Präsident, als er im Kongress 1797 erst die Fertigstellung und im Jahr darauf die volle Ausrüstung und Besatzung der United States sowie zwei weiterer Fregatten erreichte und die Erweiterung des Naval Act of 1794 auf insgesamt zwölf Kriegsschiffe durchsetzen konnte. Vor allem die Constitution und Constellation erzielten überraschende Erfolge, wie zum Beispiel im Februar 1799 das siegreiche Gefecht gegen die L’Insurgente. Adams’ Vorhaben, eine reguläre Armee von 25.000 Mann aufzustellen, wurde vom Kongress auf 10.000 abgeschwächt. Die amerikanische Aufrüstung und die fortgesetzte französische Aggression führten dazu, dass der Konflikt bald allgemein als Quasi-Krieg bezeichnet wurde. Neben der Opposition durch die Republicans entstand nun innerhalb der Föderalisten eine Fraktion von Hardlinern gegen Adams, die sogenannten Erzföderalisten, die eine Kriegserklärung an die Erste Französische Republik und ein Ende der Diplomatie forderten. Prominente Wortführer dieser Gruppe waren Außenminister Pickering, Senator George Cabot und der ehemalige Repräsentant Fisher Ames. Sie störten sich unter anderem daran, dass Gerry trotz der XYZ-Affäre in Paris ausharrte, um die abgebrochenen Verhandlungen gegebenenfalls fortführen zu können. Als dieser am 1. Oktober 1798 nach Amerika zurückkehrte, um Adams Bericht zu erstatten, sah er sich durch die Föderalisten großen Anfeindungen ausgesetzt. Da der Präsident zögerte, sich von Gerry zu trennen und bis in den Winter 1798–1799 seine Handlungsoptionen abwog, wurde ihm das von der eigenen Partei zunehmend als Entscheidungsschwäche ausgelegt.
Am 18. Februar 1799 informierte Adams den Senat darüber, dass er William Vans Murray zum Gesandten in Paris ernannte habe, um mit Frankreich wieder Verhandlungen aufzunehmen. Diese selbst für Außenminister Pickering überraschende Nachricht nahmen insbesondere die Föderalisten mit Empörung auf; dennoch bemühten sie sich im Senat nicht um eine Gegenresolution. Letztendlich einigten sie sich mit Adams darauf, Murray nicht alleine mit der Verhandlung zu betrauen, sondern ihm Patrick Henry und den Obersten Bundesrichter Oliver Ellsworth zur Seite zu stellen. Viele Zeitgenossen und spätere Historiker sahen in der langen Entscheidungsphase und deren unerwartetem Ergebnis ein Zeichen dafür, dass Adams die Kontrolle entglitten war. Andere Geschichtswissenschaftler wie zum Beispiel Stephen G. Kurtz machen geltend, dass sich der Präsident bewusst für ein längeres Abwarten entschied. Zum einen wollte Adams die durch die John Fries Rebellion und die Alien and Sedition Acts ausgelösten inneren Spannungen sich beruhigen lassen und die Entwicklung der militärischen Schlagkraft der United States Navy beobachten. Zum anderen wurde im November 1799 das Direktorium gestürzt und durch das Französische Konsulat ersetzt. Dieses signalisierte Adams bald, dass eine amerikanische Gesandtschaft willkommen sei. Im Herbst 1800 erreichten die Abgesandten Murray, Ellsworth und William Richardson Davie, der den verstorbenen Henry ersetzt hatte, Frankreich und handelten noch im gleichen Jahr den Vertrag von Mortefontaine aus, der den Quasi-Krieg beendete. Da die Nachricht von diesem Abkommen Amerika erst nach der Präsidentschaftswahl 1800 erreichte, konnte Adams davon politisch nicht mehr profitieren. Trotzdem zählte er, sich mehr als Staatsmann denn als Politiker definierend, den Vertrag von Mortefontaine neben dem Friedensschluss mit dem Königreich Großbritannien und dem Darlehen durch die Vereinigten Niederlande zu den drei großen Erfolgen seiner Karriere.
Als ein moralischer Sieg für Amerika auf einem Nebenschauplatz im Quasi-Krieg stellte sich die französische Kolonie Saint-Domingue heraus. Dort hatte die Haitianische Revolution unter Führung von Toussaint Louverture zur Befreiung der Sklaven geführt, die Adams, in dieser Frage ähnlich wie später Abraham Lincoln denkend, begrüßte, und bis 1796 spanische und britische Truppen von der ganzen Insel Hispaniola vertreiben können. Pickering und Adams sahen in Toussaint Louverture einen Verbündeten für Amerika und konnten im Kongress im Juni 1799 auf seine Zusage hin, alle Kaperfahrten gegen amerikanische Schiffe von Haiti aus zu unterbinden, eine Aufhebung der gegen Frankreich geltenden Handelsbeschränkungen im Falle Saint-Domingues erreichen. Zusätzlich wurde der Marineoffizier John Barry mit einer Flotte nach Haiti beordert, um dort mit einer Flaggenparade Toussaint Louverture den Respekt des amerikanischen Volkes zu zollen. Jefferson war wie die meisten Pflanzer in den Südstaaten von dieser Solidarisierung mit „rebellischen Negern“ entsetzt und unterstützte später als Präsident Napoleon Bonaparte bei der Wiedereinführung der Sklaverei in Santo Domingo.

#### Alien and Sedition Acts
Im Sommer 1798, als Adams auf dem Höhepunkt seiner Macht stand und sich der Quasi-Krieg intensivierte, kam es zur Verabschiedung der Alien and Sedition Acts, an deren Entwurf er keinen Anteil hatte. Insbesondere der Sedition Act wurde zu der umstrittensten und seinen Ruf als Präsidenten, auch im Urteil vieler späterer Historiker, am meisten schädigenden Entscheidung. Die Alien and Sedition Acts richteten sich vor allem gegen politische Flüchtlinge aus Europa wie zum Beispiel Royalisten, Jakobiner oder irische Republikaner und bestanden aus vier Gesetzen: Der Naturalization Act verlängerte die Mindestaufenthaltsdauer für die amerikanische Staatsbürgerschaft von fünf auf 14 Jahre. Der Alien Act erlaubte dem Präsidenten Ausländer, die seinem Urteil nach die Sicherheit gefährdeten, des Landes zu verweisen. Der Alien Enemies Act gab dem Präsidenten im Kriegsfall die Vollmacht, in Amerika lebende Staatsbürger der feindlichen Nation abzuschieben oder zu internieren. Der Sedition Act, das kontroverseste der vier Gesetze, erklärte es zur Straftat, falsche oder skandalträchtige Texte zu veröffentlichen, die den Präsidenten oder andere Staatsorgane angriffen. Weniger Adams selbst als seine Frau Abigail, die bereits zuvor Kampagnen gegen Presseangriffe auf ihren Mann initiiert hatte, war von den Alien and Sedition Acts begeistert. Adams befahl in seiner Amtszeit lediglich zwei Abschiebungen, die jedoch nie zur Ausführung kamen. Allerdings kam es nach einem ersten aufsehenerregenden Gerichtsprozess gegen den Republican Matthew Lyon, der in eine mehrmonatige Haftstrafe mündete, zu zwölf weiteren Verurteilungen nach dem Sedition Act. Das Verfahren gegen den Journalisten James T. Callender im Jahr 1800 wurde von Jefferson, der diesen Pamphletisten finanziell unterstützte, bewusst provoziert, um damit dem Präsidenten im Wahlkampf zu schaden. Nach der föderalistischen Wahlniederlage im Jahr 1800 liefen die auf zwei Jahre terminierten Alien and Sedition Acts wieder aus. Anders als der Präsident sahen die Republicans in den Alien and Sedition Acts keine gerechtfertigten, auswärtige Beziehungen des Bundes betreffende Kriegsgesetze, sondern eine verfassungswidrige Einschränkung der Redefreiheit, die in der Zuständigkeit der Bundesstaaten liege. Ihrer Ansicht nach sollten damit Kriegsängste ausgenutzt und in einem ersten Schritt Freiheitsrechte ausgehöhlt werden, um die Republik in eine Monarchie umzuwandeln. Ihre Urheberschaft verbergend entwarfen Jefferson und Madison für Virginia und Kentucky Resolutionen, die im Jahr 1798 verabschiedet wurden und das Recht von Bundesstaaten erklärten, verfassungswidrige Bundesgesetze in ihrem Hoheitsgebiet aufzuheben.

#### John-Fries-Rebellion
Angesichts des Quasi-Kriegs und der für notwendig erachteten Aufrüstung verständigten sich Adams und der Kongress im Sommer 1798 auf die Einführung von direkten Steuern. Schon bald erreichten den Präsidenten erste Meldungen von regierungsfeindlichen Stimmen unter den Pennsylvania Dutch im Südosten Pennsylvanias mit Schwerpunkt im Bucks County. Auf besonderen Widerstand stieß die Haussteuer, die sich nach Anzahl und Größe der Fenster richtete. Ab Januar 1799 kam es zu gewaltsamen Übergriffen auf Steuerschätzer des Bundes, woraufhin dieser U.S. Marshals in die Region entsandte. Als diese am 7. März mehrere gefangene Steuergegner zum Abtransport nach Philadelphia vorbereiteten, wurden sie in Bethlehem von einer 150 Mann starken Miliz umzingelt, die unter dem Kommando von John Fries stand. Diese verlangte unter Berufung auf den 6. Zusatzartikel die Herausgabe der Gefangenen, dem die Marshals angesichts der Übermacht nachkamen. Danach löste sich die Menge sofort auf und als Fries einige Tage später verhaftet wurde, ging er gerade seiner Arbeit als Auktionator nach. Aus diesem eher unbedeutenden Vorfall fabrizierten Adams’ Gegner, aber laut Diggins auch spätere Historiker ein unverhältnismäßig bedeutsames Ereignis, das zur Abwahl des Präsidenten im Jahr 1800 beitrug. Während die Republicans in der John-Fries-Rebellion einen Freiheitskampf gegen Unterdrückung und Enteignung der Landbevölkerung im Stile des feudalistischen Europas erblickten, interpretierten sie die Erzföderalisten als einen Bauernaufstand und den Auftakt zu Klassenkampf und Bürgerkrieg. Eine unmittelbare Folge des Ereignisses war zum einen, dass sich die Bevölkerung Pennsylvanias, das traditionell eine Hochburg der Föderalisten gewesen war, in großen Teilen mit John Fries und seinen Gefährten solidarisierte. Neben den Irischamerikanern, die traditionell den anglophoben Republicans zuneigten, wendeten sich nun immer mehr Deutschamerikaner von den Föderalisten ab. Zum anderen brachte noch im März 1799 Adams den Eventual Army Act erfolgreich durch den Kongress, der es dem Bund gestattete gegen jegliche „französisch inspirierte“ Erhebung mit Truppen vorzugehen, wozu in aller Schnelle eine provisorische Armee ausgehoben wurde. Das Kabinett konnte Adams zudem davon überzeugen, Fries und weitere Personen des Hochverrats anzuklagen. Ab April begannen in Philadelphia die Prozesse gegen 60 an der Rebellion Beteiligte. Nachdem das erste Verfahren gegen Fries geplatzt war, führte im zweiten der stramme Föderalist Samuel Chase den Vorsitz, so dass das Ergebnis vorherbestimmt war und das Todesurteil gefällt sowie für den 23. Mai 1800 festgesetzt wurde. Adams richtete vor dessen Vollstreckung einen Katalog von 14 Fragen an sein Kabinett, um zu klären, ob es sich bei der John-Fries-Rebellion lediglich um eine Auflehnung oder tatsächlich um einen Aufstand gehandelt habe. Obwohl ihm die Minister einstimmig antworteten, dass hier ihrer Ansicht nach Hochverrat vorliege, entschied der Präsident im April 1800 anders. Er begnadigte Fries und zwei weitere zum Tode Verurteilten sowie alle anderen, gegen die geringeren Strafen ausgesprochen worden waren.

#### Präsidentschaftswahl von 1800

Verteilung der Wahlmänner auf Bundesstaaten und Parteien

Als Washington im Dezember 1799 starb, befürchteten viele Republicans, sein Nachfolger als Commanding General of the United States Army, Hamilton, könne die reguläre Armee gegen sie politisch instrumentalisieren. Erschwerend kam hinzu, dass Kriegsminister McHenry weniger Adams als Hamilton gegenüber loyal war. Bei den Präsidentschaftswahlen 1800 war Adams chancenlos. Die Begnadigung von John Fries und die Gesandtschaft von Murray nach Paris hatte ihn der eigenen Partei entfremdet, während die Alien and Sedition Acts und die Rekrutierung einer regulären Armee mit Hamilton als oberstem Kommandeur die Republicans empört hatte. Einige Minister wie zum Beispiel Finanzminister Wolcott wollten Adams als Präsidenten verhindern und durch Pinckney ersetzen. Kriegsminister McHenry ermutigte Hamilton dazu, eine Analyse von Adams’ vermeintlicher präsidialer Unfähigkeit der Presse zuzuspielen, die auf Anspielungen und Gerüchten beruhte, die Hamilton seit 1796 zur Rufschädigung Adams’ im Führungszirkel der Föderalisten gestreut hatte. Dieser Text schmähte Adams nicht nur als Politiker, sondern auch als kapriziösen und emotional instabilen Charakter, der unwürdig sei, den Status eines Gründervaters zu haben. Der Wahlkampf, bei dem zum ersten und bisher einzigen Mal in der amerikanischen Geschichte der amtierende Präsident und sein Vizepräsident gegeneinander antraten, wurde erbittert geführt. Während Jefferson von seinen Gegnern als ein gottloser, nach Terrorherrschaft strebender Jakobiner dargestellt wurde, wurde Adams als verschwörerischer Monarchist verunglimpft, der einen seiner Söhne mit einer Tochter Georgs III. zu verheiraten beabsichtigt habe, um das Vereinigte Königreich und Amerika erneut zu vereinigen.
Wie bei den letzten Wahlen wurden die Wahlmänner durch die Assemblies der Bundesstaaten bestimmt. Da diese ihre Wahltage selbst terminierten, dauerte der Popular Vote von April bis Oktober des Jahres 1800, wodurch die Auszählung der Stimmen erst im Dezember abgeschlossen war. In der ersten Dezemberwoche führten die Föderalisten und hatten ihre Hochburgen in Neuengland halten können, während die Südstaaten traditionell für die Republicans gestimmt hatten. Ausschlaggebend für die spätere Niederlage Adams’ war der Verlust von New York und Pennsylvania an Jefferson, dem als zweiter Kandidat Aaron Burr zur Seite stand. Am Ende lag Adams bei 65 Stimmen im Electoral College und Jefferson bei 73. Während die Niederlage in Pennsylvania mit der John-Fries-Rebellion zusammenhing, war diejenige in New York Hamilton zuzuschreiben, der dort seine Klientelverbindungen eingesetzt hatte, um Adams’ Wiederwahl zu verhindern.
Bis zur Amtseinführung von Jefferson, dessen Wahl nach einem Patt mit Burr im Electoral College erst nach 35 Wahlgängen im föderalistisch dominierten Repräsentantenhaus erfolgt war, überprüfte Adams die Vertragsbedingungen von Mortefontaine und forderte die illoyalen Kabinettsmitglieder zum Rücktritt auf. Er brachte ein Justizgesetz durch den Kongress, den sogenannten Midnight Judges Act, mit dem neue Gerichte geschaffen wurden. Adams wurde deswegen vorgeworfen, in letzter Minute die Judikative mit Föderalisten zu besetzen, um den Machtwechsel zu behindern. Dagegen spricht, dass er mit Marshall einen ausgesprochenen Gegner der Alien and Sedition Acts zum Chief Justice of the United States ernannte. Am 4. März 1801 verließ er am frühen Morgen das Weiße Haus, ohne seinem Nachfolger zu begegnen. Dies war nicht als Affront gegen Jefferson gemeint, da Adams Jefferson gegenüber keine feindseligen Gefühle hatte und ihn noch einige Tage zuvor zu einem gemeinsamen Abendessen mit Abigail empfangen hatte.

### Nach der Präsidentschaft

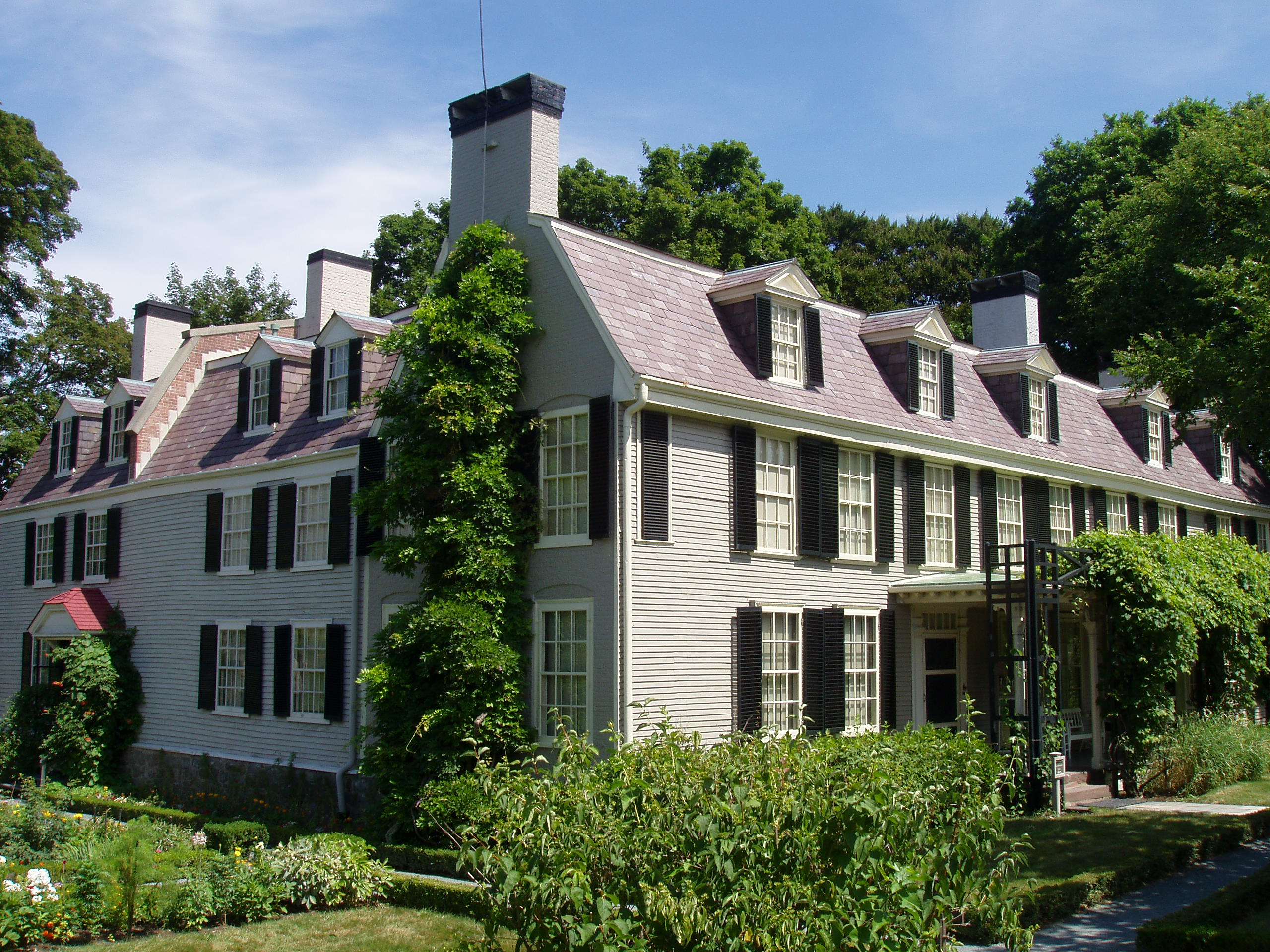
Peacefield (2005)

Adams zog sich nach seiner Wahlniederlage ins Privatleben zurück. Er lebte in Peacefield, einem größeren Anwesen nahe seinem Geburtshaus, das er im Jahr 1787 gekauft hatte. Da er nach einer Fehlinvestition bei der Bank of London über wenig finanzielle Mittel verfügte, lebte er wie viele seiner Landsleute zu dieser Zeit von seinem Grundbesitz. Aufgrund des fortgeschrittenen Alters führte Adams seine Anwaltstätigkeit nicht mehr fort und widmete sich dem Familienleben sowie den vielen Besuchern, die nach Peacefield kamen. Da er seine Papiere und Aufzeichnungen zeit seines Lebens kaum geordnet hatte, sah er vom Verfassen einer Autobiographie aufgrund des damit verbundenen Arbeitsaufwandes ab. Zwar nicht mehr aktiv am politischen Leben teilnehmend, beschäftigte er sich geistig weiterhin stark mit der Politikgeschichte. Ähnlich später Arthur M. Schlesinger sah er ihren Verlauf als zyklisch an und prognostizierte für Amerika ungefähr alle zwölf Jahre ein „Bockspringen“ der einen Partei über die andere. Am 10. November 1818 starb nach 54 Jahren Ehe Abigail an einem Schlaganfall und ließ einen am Boden zerstörten Adams zurück. Jefferson, mit dem Adams zu diesem Zeitpunkt auf Anregung des beidseitigen Freundes Benjamin Rush seit sechs Jahren in Briefkontakt stand, schickte ihm eine Kondolenz, die ihn tief bewegte. Dieser Briefwechsel, der sich wie ein endloses Streitgespräch auf der Suche nach einem einigenden Prinzip liest, dauerte bis zu ihrem Tod an und umfasste neben Politik ein sehr weites Spektrum an Themen, das Religion, Wissenschaft, Geschichte, Philosophie, Archäologie und vieles mehr umfasste. Laut Diggins handelt es sich bei dieser Korrespondenz um eines der reichhaltigsten Dokumente der amerikanischen Geistesgeschichte.

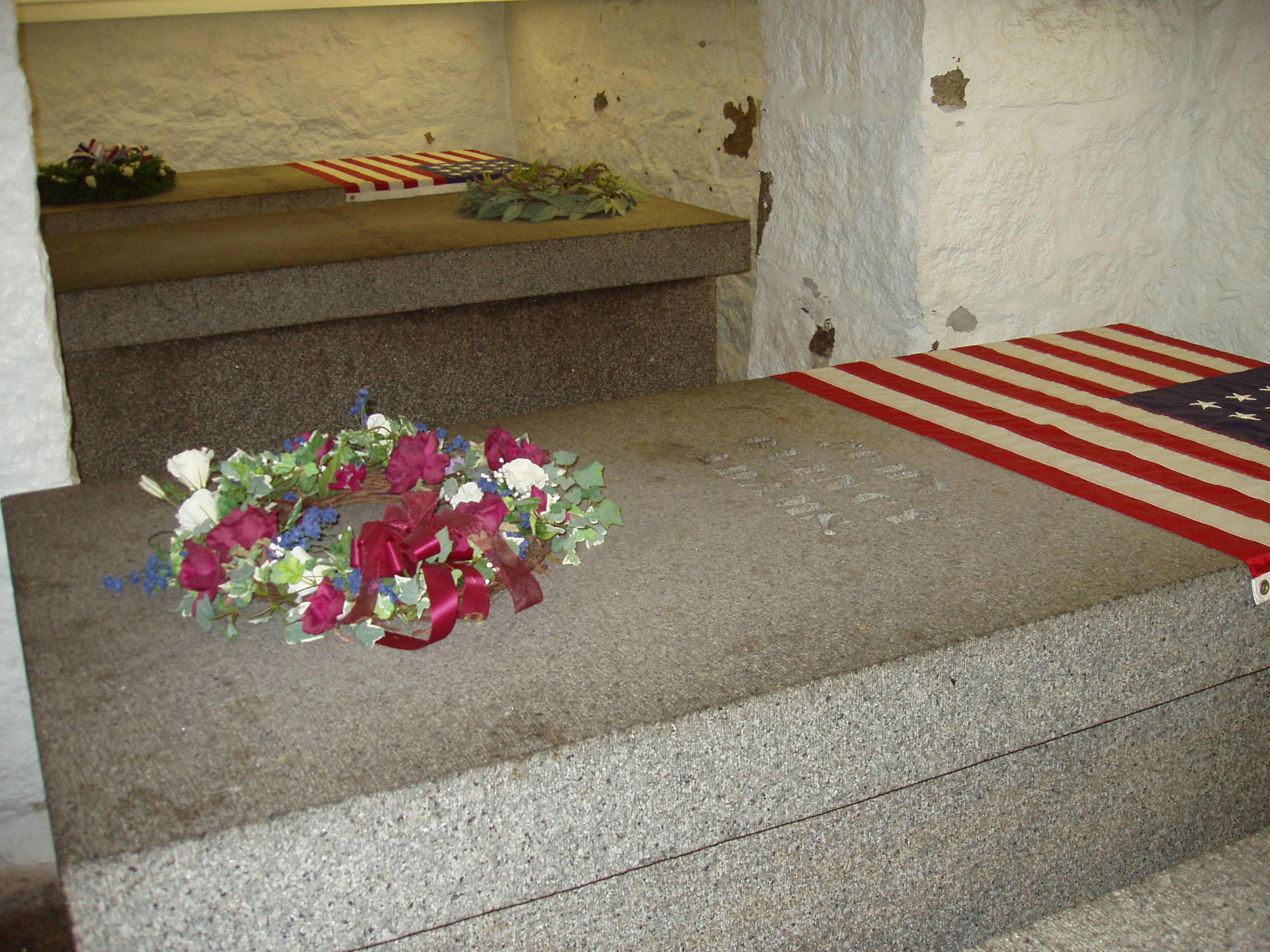
Gräber von John Adams (links) und John Quincy Adams (rechts) und ihren Frauen in der United First Parish Church in Quincy (2005).

Ende 1820 war Adams Delegierter auf einem Konvent zur Überarbeitung der Verfassung von Massachusetts. Er setzte sich dort vergeblich für einen Verfassungszusatz ein, der die vollständige Religionsfreiheit garantieren sollte, wobei es ihm insbesondere um die Gleichberechtigung der amerikanischen Juden ging.
Gesundheitlich in Annäherung des 90. Geburtstages immer weiter eingeschränkt, blühte Adams Ende des Jahres 1824 noch einmal auf, als er die erfolgreiche Präsidentschaftswahl seines Sohnes John Quincy gegen Andrew Jackson erlebte. Nichtsdestotrotz schätzte er Jackson sehr, nicht zuletzt wegen ihrer gemeinsamen Abneigung gegen Bankunternehmer. Erfreut nahm er Jeffersons Glückwünsche zur Wahl seines Sohnes zum Präsidenten entgegen und bat ihn, John Quincy als ihren gemeinsamen Sohn und Erben zu betrachten. Am 1. Juli 1826 fiel er in ein Koma und starb drei Tage später wie auch Jefferson am amerikanischen Unabhängigkeitstag. Am 7. Juli wurde Adams in Quincy im Beisein einer Menge von 4000 Menschen beigesetzt.
Im Jahr 1826 stiftete John Quincy Adams den Bau der United First Parish Church in Quincy, deren Gestaltung durch den bekannten Architekten Alexander Parris erfolgte. Noch bevor die Kirche im November 1828 eingeweiht wurde, wurden die sterblichen Überreste von John und Abigail Adams am 1. April 1828 in der Krypta beigesetzt. Im Dezember 1852 fanden hier John Quincy und seine Frau Louisa Catherine Adams ihre letzte Ruhestätte.

## Überzeugungen und Ansichten

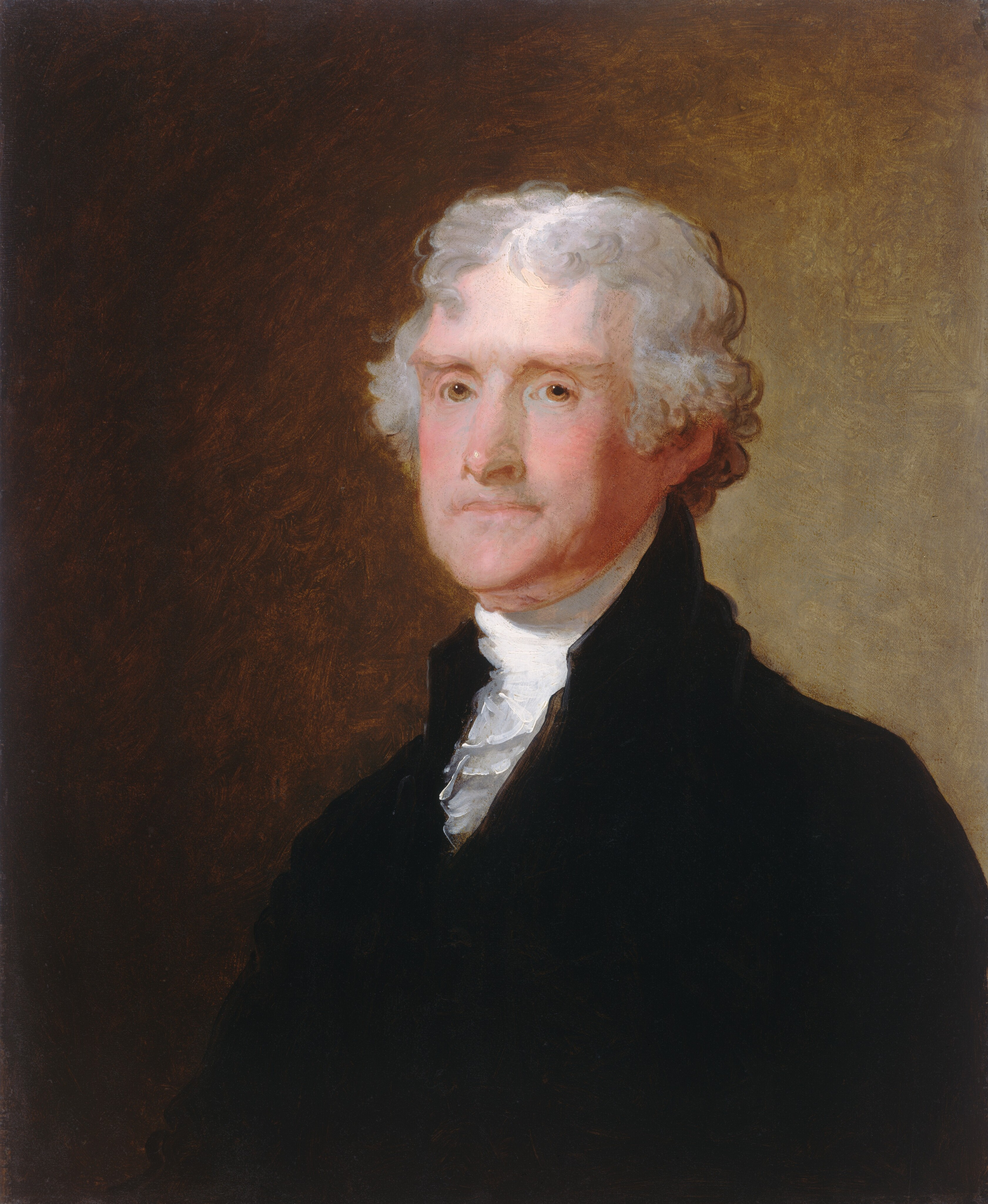
Thomas Jefferson, Porträt von Gilbert Stuart um 1821

Adams’ Staatsphilosophie war in vielen Punkten konträr zu den Ansichten Jeffersons. Dieser Konflikt bestimmte das nach der Präsidentschaft Washingtons entstehende First Party System und war richtungsweisend für die amerikanische Politikgeschichte. Der freie Wille des Volkes, den Jefferson und Paine als ein Ideal verehrten, das durch jede Regierung nur getrübt, wenn nicht gar gefährdet werde, war für Adams kein Garant für die Wahrung der natürlichen Menschenrechte. Er sah im Staat nicht nur ein Mittel, um die individuelle Freiheit zu sichern, sondern auch um die Wahrung der Menschenrechte zu gewährleisten. Adams war von der Bedeutung der Institutionen überzeugt, in die er mehr Vertrauen hatte als in die menschliche Natur, weshalb er konstatierte: “Laws are intended not to trust what men will do, but to guard against what they might do.” („Gesetze dienen nicht dazu, dem zu vertrauen, was die Menschen tun werden, sondern davor zu schützen, was sie tun könnten.“). Aus diesen unterschiedlichen Prioritäten heraus erklärt sich, dass Jefferson die Französische Revolution selbst nach ihrem Radikalisierungsprozess im Jahr 1793 feierte, während Adams betonte, dass sie nichts mit dem Geist von 1776 gemein habe. Diese wesentlichen Differenzen im philosophischen Staatsverständnis führten in der weiteren amerikanischen Geschichte zu gegensätzlichen Positionen in der immer bedeutsamer werdenden Sklavereifrage. Der Dualismus kulminierte in den Lincoln-Douglas-Debatten von 1858 und führte in letzter Konsequenz als radikale Gegenbewegung zum Föderalismus Adamsscher Prägung in den Amerikanischen Bürgerkrieg.
Durch historische Studien über die Polis der griechischen Antike bis hin zu den italienischen Städterepubliken der Renaissance gelangte Adams zu der Erkenntnis, dass jede Regierung in der Menschheitsgeschichte unabhängig von ihrer Form drei universelle Bestandteile habe: der Herrscher („der Eine“), die Aristokratie („die Wenigen“) und das Volk („die Vielen“). Demnach werde die Freiheit einer Gesellschaft dadurch bestimmt, inwieweit Gesetze jedes der drei Elemente auf seine zweckmäßige Funktion beschränkten, es also nicht zur Entstehung von monarchischer Tyrannei, aristokratischer Oligarchie oder anarchistischer Volksherrschaft komme. Mit Blick auf die junge Republik sah Adams im obersten Vertreter der Exekutive den Herrscher verwirklicht und definierte die Aristokratie, für die damalige Zeit in Amerika ungewöhnlich, nicht als eine herausgehobene feudale Oberschicht, sondern als eine Klasse mit besonderem politischen und wirtschaftlichen Ehrgeiz, die die Oberhäuser, also den Senat, kontrollierte. Zu den Vielen zählte Adams alle Wahlberechtigten, die nicht zu den Wenigen gehörten oder so arm waren, dass sie keine unabhängigen Entscheidungen treffen konnten. Das Volk sei in den Unterhäusern, also im Repräsentantenhaus, und in der Judikative dominierend. Nach diesem Muster können laut Adams’ Biographen Diggins die Konfliktlinien, welche das First Party System prägten, zugeordnet werden: Demnach legte Hamilton seinen Schwerpunkt auf die Stärkung der Wenigen, was auf eine Plutokratie hinauslief, während Jefferson die Volksherrschaft, idealerweise in einem Einkammersystem verwirklicht, akzentuierte. Adams hingegen betonte die Bedeutung des Einen, der unabdingbar sei, um die Interessen der Aristokratie und des Volkes auszugleichen. Im Vorgriff auf die Erkenntnisse der modernen Soziologie war ihm bewusst, dass ohne einen Herrscher die Staatsorgane feudal dominiert seien, da das Volk dazu tendierte, den Lebensstil und die Auffassungen der Elite zu imitieren und sich daran normativ zu orientieren. Diggins sieht in Adams insgesamt denjenigen Präsidenten der amerikanischen Geschichte, dessen politische Philosophie am meisten um die Frage kreiste, wie Regierungshandeln krisenhafte Konflikte zwischen den sozialen Klassen verhindern könne. Ähnlich später Otto von Bismarck in seiner Außenpolitik des Mächtegleichgewichts sah Adams die Notwendigkeit einer dritten Macht, um bipolare Spannungen vermitteln und lösen zu können.
Sowohl John Adams als auch seine Ehefrau Abigail lehnten die Sklaverei entschieden ab und beschäftigten später zur Bewirtschaftung ihres Landguts stets freie Arbeiter. Adams sah jedoch – wie auch Benjamin Franklin, ein anderer Gegner der Sklaverei – das enorme innenpolitische Konfliktpotenzial dieser Frage: Hätte die Unabhängigkeitserklärung eine klare Verurteilung der Sklaverei enthalten, dann hätten die sklavenhaltenden Südstaaten dieser nie zugestimmt. Nach Heinrich August Winkler war Adams „nicht gewillt, die Unabhängigkeitserklärung am unüberbrückbaren Gegensatz in dieser Frage scheitern zu lassen.“ Politische Initiative zur Unterstützung des Abolitionismus entfaltete Adams daher nie.
Obschon Adams in einem puritanisch-kongregationalistischen Umfeld aufwuchs, bezeichnete er sich später (wie seine Frau) als Unitarier und lehnte die Göttlichkeit Jesu ab.

## Nachleben

### Historische Bewertungen
Im herkömmlichen Geschichtsverständnis war Adams bis in die 1990er Jahre einer der am wenigsten verstandenen Gründerväter und stand im Schatten von Washington, Franklin und Jefferson. Teilweise wurde er als ein aufgeblasener und selbstgefälliger Wichtigtuer und Verlierer karikaturhaft überzeichnet, der als erster Präsident abgewählt wurde und die Föderalistische Partei in den Untergang geführt habe. Für das 20. Jahrhundert nennt Ferling drei wesentliche Biographen, die über Adams geschrieben haben: Gilbert Chinard, Page Smith und Peter Shaw. Chinard, der sein Werk kurz nach dem Ersten Weltkrieg verfasste, sah Adams zwar in gewisser Weise als engstirnig an, betrachtete ihn aber als den realistischsten amerikanischen Politiker seiner Generation. Die Leistungen Adams’, den er mit Georges Clemenceau verglich, veranschlagte er höher als die von Jefferson. Knapp 30 Jahre später, während der Hochphase des Kalten Kriegs, verfocht Smith den zweiten Präsidenten als einen Lehrmeister für das zeitgenössische Amerika, der die junge Republik vor radikalen Jakobinern wie Paine beschützt habe. Shaw schließlich konzentrierte sich in seiner Biographie auf die psychologischen Handlungsmotive von Adams. Dabei reduzierte er ihn auf eine Person, die, von enormen Ehrgeiz getrieben, daran scheitert, ihre Ruhmsucht in den Griff zu bekommen und am Ende den Respekt der sozialen Umwelt verliert.
Das lange Zeit vorherrschende negative Bild Adams’ liegt teilweise in seiner umfangreichen Korrespondenz samt Tagebuch begründet, was beides zwar bei Washington, Franklin und Jefferson ebenfalls voluminös erhalten ist, allerdings nicht von derart persönlicher und offener Natur in der Kommunikation zeugt. Ein weiterer Aspekt in diesem Zusammenhang ist Adams’ Verbitterung nach dem Verlust der Präsidentschaft, der er in sehr vielen Briefen freien Lauf ließ. Ferling sieht in seiner 1992 erschienenen Adams-Biographie eine weitere Ursache für dessen schwache Reputation in seinen letzten bedeutenden Werken zur Staatstheorie, da diese außerhalb der Richtung lagen, die das politische Denken der nächsten Generationen bestimmen sollte. Ähnlich urteilt Jürgen Heideking in dem 1995 erstmals erschienenem Sammelwerk Die amerikanischen Präsidenten: 44 historische Portraits von George Washington bis Barack Obama: Adams sei zwar einer der begabtesten und moralisch integersten Männer der Gründergeneration gewesen, doch habe er als intellektueller Gegenpol zum allgemeinen Drang nach mehr Gleichheit und Demokratie fungiert. Zudem habe er durch seine Persönlichkeit polarisierend gewirkt, was ihn deutlich vom „präsidiablen“ Washington unterschieden habe. Laut Heideking sei Adams als ein großer Staatsmann anzusehen, was aber weniger in seiner Präsidentschaft als seiner Lebensleistung insgesamt begründet liege.
In seiner im Jahr 1993 erschienenen Adams-Biographie wies Joseph J. Ellis darauf hin, dass in der Geschichtswissenschaft die Beschäftigung mit Adams aufgrund der Erforschung seiner umfangreichen Korrespondenzen einen Neuanfang erlebe. Er sieht in Adams den am meisten missverstandenen und verkannten großen Mann in der amerikanischen Geschichte. Im Zeitraum zwischen 1998 und 2007 gab es kaum einen Präsidenten, zu dem so viel Fachliteratur veröffentlicht wurde wie zu Adams, wobei insbesondere die Biographie von David McCullough aus dem Jahr 2001 zu nennen ist, die mit dem Pulitzer-Preis ausgezeichnet und Grundlage für die Miniserie John Adams – Freiheit für Amerika wurde. Diese und die Werke von Richard Alan Ryerson, Bradley C. Thompson, Michael Burgan, Stuart A. Kallen und Bonnie L. Lukes führten zu einer Neubewertung seiner Präsidentschaft, die allmählich aus dem Schatten von Washington und Jefferson herauszutreten beginnt. Der Ansehensgewinn für Adams beschränke sich nicht nur auf die Fachwelt, sondern habe bereits die Öffentlichkeit erreicht, urteilt Ellis bereits im Jahr 2000. Er führt dafür drei Gründe an: Die endlosen politischen Skandale und der weitverbreitete Zynismus gegenüber den Akteuren in Washington in der Gegenwart ließen Adams als einen moralisch unzweifelhaften Staatsmann hervorstechen, dem es weniger um persönliche Macht als um Recht gegangen sei. In die Kontroversen um die Rolle des Staates, wie sie die jüngere Geschichte Amerikas dominieren, sei die Überzeugung des Gründervaters Adams von der Bedeutung einer starken Regierung vernünftiger und problemloser zu integrieren als der Anti-Establishment-Ethos von Jefferson. Als letzten Aspekt führt Ellis die unprätentiöse Aufrichtigkeit der Briefe und Tagebucheinträge von Adams an. Einerseits habe dies verhindert, dass er für die Nachwelt von einer mythischen Aura umgeben sei wie Franklin, Jefferson und Washington, andererseits stellten diese Aufzeichnungen wegen ihrer Ehrlichkeit das beste Zeitfenster dar, um die persönlichen Handlungsmotive der Gründerväter unverstellt zu beobachten. Zudem ist seine Biographie wegen der Fülle persönlicher Schriften die am besten dokumentierte für die Jahre um die Amerikanische Unabhängigkeitserklärung.
In der amerikanischen Geschichte wurde bisher keine Amtszeit eines Präsidenten derart von einem einzigen außenpolitischen Konflikt dominiert wie diejenige von Adams durch den Quasi-Krieg mit Frankreich. Adams fehlten die Möglichkeiten, dieses Problem, das bereits unter Washington entstanden war, in seiner Amtszeit zu lösen. Zum einen mangelte es Paris an Bereitschaft und Autorität, eine Einigung herbeizuführen, zum anderen dem Präsidenten an politischer Unterstützung und Rückhalt in der öffentlichen Meinung. Adams hatte ein überragendes strategisches Verständnis und erkannte bereits im Frühjahr 1797, dass sowohl die probritische Fraktion um Hamilton als auch die profranzösischen Republikaner Amerika in einen auswärtigen Krieg zögen, sollten sie sich durchsetzen. Er ordnete sein politisches Überleben dem nationalen Interesse unter, die Vereinigten Staaten aus einem europäischen Konflikt herauszuhalten, was bis zum Ersten Weltkrieg der isolationistische Kurs der amerikanischen Außenpolitik gegenüber Europa blieb. Um in diesem Zusammenhang die heimischen Küsten schützen zu können, priorisierte Adams das Aufstellen der United States Navy gegenüber der Rekrutierung eines stehenden Heers, zumal er hier Hamilton als obersten Kommandanten fürchtete. Adams hatte kein Verständnis von Parteien im modernen Sinn und bemühte sich nach seiner Wahl um Kooperation mit Vizepräsident Jefferson. Die angestrebte Zusammenarbeit wurde jedoch einerseits von Madison und andererseits von der Führung der Föderalisten von Anfang an verhindert, so dass sich der konsensorientierte Präsident bereits in der frühen Amtszeit isoliert hatte. Während er den Respekt gegenüber Jefferson nie verlor, entstand zu Hamilton bald eine tief empfundene Feindschaft.
Obwohl Adams keine kirchliche Laufbahn einschlug, bestimmte die puritanische Erziehung sein Denken und Handeln. Bewusst suchte er Situationen, die ihn einem Konflikt zwischen öffentlichem und persönlichem Interesse aussetzten, um seine moralische Integrität unter Beweis zu stellen. Ein häufig wiederkehrendes Motiv in den Tagebuchaufzeichnungen sind Selbstzweifel und -vorwürfe Adams’, inwieweit seine Ambitionen eine Sünde seien und er sie unter Kontrolle habe.
In der von Arthur M. Schlesinger, Sr. im Jahr 1948 erstmals durchgeführten und 1962 sowie 1996 durch seinen Sohn Arthur M. Schlesinger wiederholten systematischen Expertenbefragung zur Bewertung der Präsidentschaften landete Adams zuletzt in der dritten („Hoher Durchschnitt“) von sechs Kategorien, womit er sich in Gesellschaft von Dwight D. Eisenhower, John F. Kennedy und Lyndon B. Johnson befand. Bei einer anderen, seit 2000 mehrfach durchgeführten Expertenbefragung auf C-SPAN erreichte Adams jeweils Platzierungen zwischen 15 und 20.

### Ehrungen

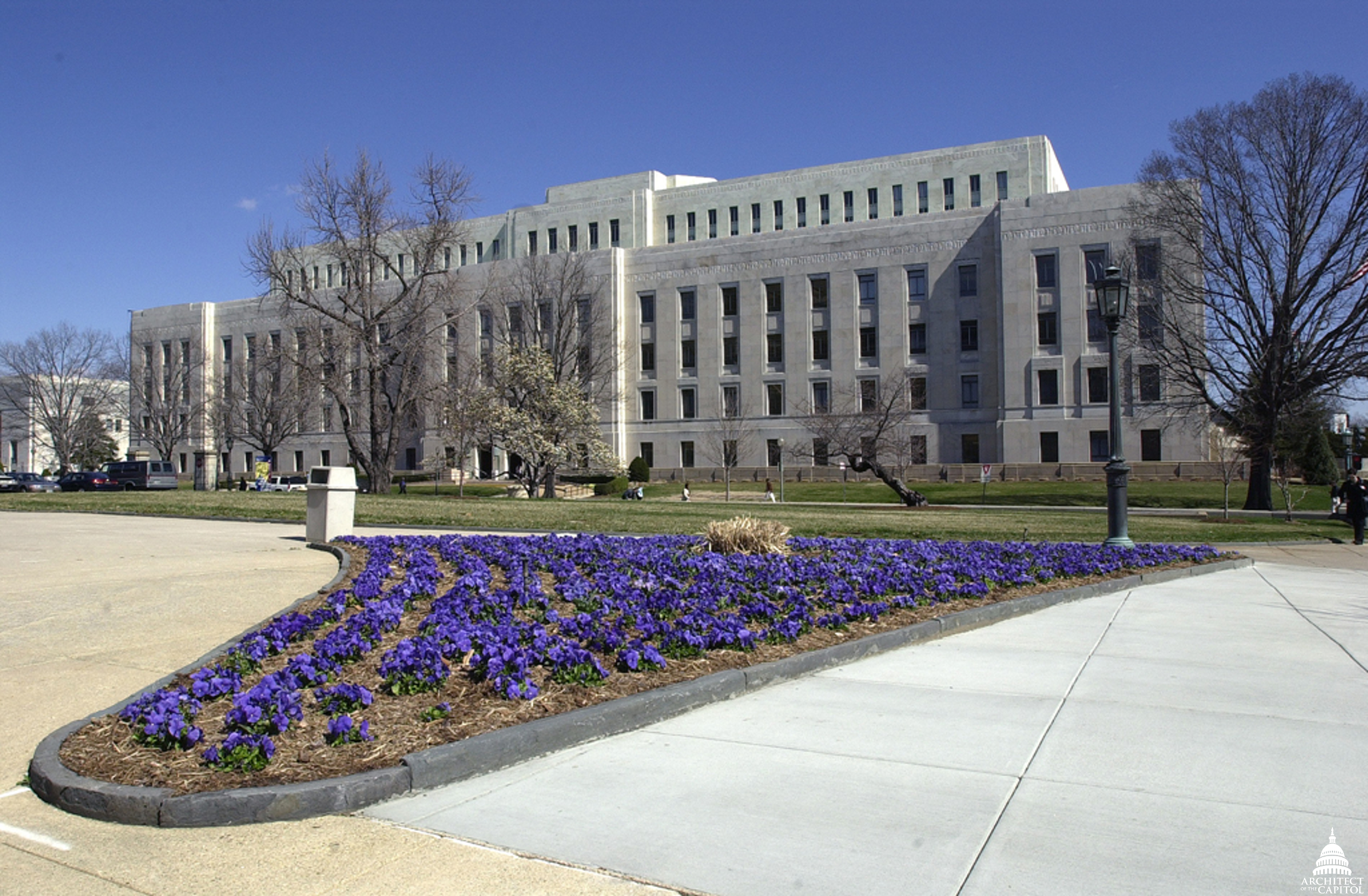
John Adams Building (2017)

Das Geburtshaus von John Adams, in dem er bis zu seiner Heirat wohnte und ab dem Jahr 1720 mehrere Generationen der Adams-Familie bis 1885 lebten, befindet sich heute im Adams National Historical Park. In diesem National Historical Park liegt des Weiteren Peacefield, in dem Adams und seine Gattin ab dem Jahr 1788 residierten, und das Geburtshaus von John Quincy Adams. Die United First Parish Church, in der John und John Quincy Adams mit ihren Ehefrauen bestattet sind, hat seit 1970 den Status einer National Historic Landmark.
Insgesamt sind sieben Countys nach Adams benannt. Jackson in New Hampshire war bei seiner Gründung im Jahr 1800 zunächst nach Adams benannt worden; 1829 wurde der Ortsname jedoch zu Ehren seines Nachfolgers Jackson geändert. Eines der drei Gebäude der Library of Congress ist das im Jahr 1939 erbaute John Adams Building. Des Weiteren ist er Namensgeber des Vulkans Mount Adams. Im Jahr 2007 startete die Serie der Präsidentendollars mit den Porträts von Washington, Adams, Jefferson und Madison.

### Filme
- Life Portrait of John Adams. auf C-SPAN, 22. März 1999, 150 Min (Dokumentation und Diskussion mit David McCullough und Abigail Brown).
- John Adams – Freiheit für Amerika. USA 2008, 7-teilige Miniserie (HBO) von Tom Hooper.

## Werke

### Zu Lebzeiten veröffentlicht
- Dissertation on the canon and feudal law. In: The true sentiments of America. (1768) LCCN 08-014866.
- Thoughts on Government. (1776) LCCN 97-186135.
- History of the dispute with America, from its origin in 1754. (1784) LCCN unk82-041491.
- A defence of the constitutions of government of the United States of America. (1787) LCCN 69-011328.
- Discourses on Davila. (1805) LCCN 09-022156.
- Novanglus, and Massachusettensis. (1819 als Buch; Ersterscheinung als Essaysammlung 1774–1775 in der Boston Gazette). LCCN 05-009998; archive.org.

### Werkausgaben
- George A. Peek, Jr. (Hrsg.): The Political Writings of John Adams: Representative Selections. Neuauflage. Indianapolis 2003, ISBN 0-87220-699-8.
- Lester J. Cappon (Hrsg.): The Adams-Jefferson Letters: The complete correspondence between Thomas Jefferson and Abigail and John Adams. Erneuerte Auflage. University of North Carolina, Chapel Hill 1987, ISBN 978-0-8078-1807-7.
- Gregg L. Lint, Robert J. Taylor et al. (Hrsg.): Papers of John Adams. Bisher 17 Ausgaben. Harvard University Press, Cambridge 1980–.
- Charles Francis Adams, Sr. (Hrsg.): The works of John Adams, second President of the United States: with a life of the author, notes and illustrations. 10 Bände. Little, Brown and Company, Boston 1850–1856, LCCN 08-019755.